# 灯籠
灯籠（とうろう）は、東アジアの伝統的な照明器具の一種であり、日本・中国・朝鮮半島・ベトナムなどの国々に広く分布している。

## 呼称と漢字表記
本ページでは、固有名詞を除き、漢字表記は厳格に『常用漢字表』に準拠し、「灯籠」の表記に統一する。
- 「灯」の旧字体は「燈」であり、また「籠」の異体字や拡張新字体は「篭」である。このため、日本国内では「燈籠」や「灯篭」といった異なる漢字表記も広く見られている。
- 日本の日常生活においては、灯籠・燈籠・燈篭・灯篭など、どの表記を使用しても法律上問題はなく、自由に好みの表記を選ぶことができる。

## 概要
元は文字通り、灯（あかり）籠（かご）であり、あかりの火が風などで消えないように木枠と紙などで囲いをしたものである。木枠で小型のものは神棚などで用いられる。また、寺院の庭園など屋外には堅牢な石灯籠や金属灯籠（銅灯籠など）が設けられる。吊下型の吊下灯籠もある。
灯籠は仏教と渡来し、奈良時代から寺院と多く造られるようになり、多くは僧侶が用いたとされる。平安時代に至ると神社の照明として用いられるようになる。室内用は行灯（あんどん）、携帯用の折りたたみ式は提灯と分化した。灯籠と言った場合、神社、寺院や旧街道などに多く存在する屋外の固定式を指すことが多い。また仏具としての室内用の灯籠（置灯籠・釣灯籠）や祭礼用などで移動可能なものもある（青森のねぶた祭り、熊本の山鹿灯籠など）。近代以前は港に設置され灯台（常夜灯）としても使用された。
光源としては、油やろうそくが用いられた。現代では電気やプロパンガスも光源。日本庭園における石灯籠は主に装飾。

## 灯籠の役割

### 寺院
灯籠は仏像に清浄な灯りを献じるため仏堂などの前面に配置された。古代寺院においては伽藍の中軸線上に1基置かれるのが通例だった。左右非対称の伽藍には灯籠の遺構は見られず、中軸線が確認できる伽藍においてのみ確認されている。これは平安末から中世における浄土寺院においても同様である。

### 神社
神社では、神前の「みあかし」用、献灯用に灯籠が用いられる。また、庭上用、社頭装飾用等にも使用される。なお、神社での灯籠の種類は、木灯籠、金灯籠、石灯籠、釣灯籠、懸灯籠等に分類される。神葬祭や夜間の神事では「陰灯（かげとう、陰灯籠-かげとうろうとも言う)」を使う。これは降神、昇神、遷座の儀など、灯火を消して行う浄暗中の神事に明かりを隠してかすかに一方だけを照らす。陰灯は檜薄板製の長方形の箱状で正面には長方形の小穴があり、明かり取りとし、中で蝋燭をともす。

### 日本庭園
日本には飛鳥時代に仏教と同時に灯籠が伝来した。初期はその多くが｢献灯｣と呼ばれ、社寺に設置されていたが庭園文化の発達と共に園内に鑑賞目的で石灯籠が設置されるようになった。石質は花崗岩が主流で、その中でも御影石は石灯籠の中で最も多い。

## 石灯籠

### 各部の名称
上からの各部の名称
宝珠（擬宝珠）
笠の頂上に載る玉ねぎ状のもの。
笠
火袋の屋根になる部分。六角形や四角形が主流であるが雪見型の円形などもある。多角形の場合は宝珠の下部分から角部分に向かって線が伸び、突端にわらび手という装飾が施されることもある。
火袋
灯火が入る部分で灯籠の主役部分である。この部分だけは省略することができない。装飾目的の場合は火をともすことは無いが、実用性が求められる場合には火や電気等により明りがともされる。
中台
火袋を支える部分で最下部の基礎と対照的な形をとる。蓮弁や格狭間という装飾を施すことがある。
竿
もっとも長い柱の部分。雪見型に代表される背の低い灯籠ではよく省略される。円筒状が一般的であるが、四角形、六角形、八角形のものも見られる。節と呼ばれる装飾がよく用いられる。
基礎
最下部の足となる部分である。六角形や円形が主流。雪見型灯籠などでは3本や4本の足で構成される。

### 代表的な種類
春日型
寺社で多く見られ実用性も高い。竿が長く火袋が高い位置にあるのが特徴である。園路沿いに設置する。適切な固定措置をとらないと地震で倒壊する恐れがある。
雪見型
雪見とは｢浮見｣が変化した語である。竿と中台が無い為、高さが低い。水面を照らすために用いられるので笠の部分が大きく水際に設置することが多い。足は3本のものが主流。笠の丸い丸雪見と六角形の六角雪見がある。
岬型
雪見型から基礎部分（足）を取り除いたもの。州浜や護岸石組の突端に設置する。灯台を模したものである。
織部形灯籠
つくばいの鉢明りとして使用する、四角形の火袋を持つ活込み型。高さの調節が可能である。露地で使用される。奇抜な形から江戸時代の茶人・古田織部好みの灯籠ということで「織部」の名が着せられる。石竿に十字模様や聖人（実際は地蔵菩薩）のようにも見える石像が刻まれており、これをもってキリシタン灯籠と呼ばれることもある。ただし、織部灯籠をキリシタン遺物と結びつける説が現れたのは昭和初期からであり、否定的な学者も多い。
遠州形灯籠
小堀遠州の意匠によるもので、笠が特徴的で、小堀家の家紋である七宝紋の彫りのあるものもある。
その他の種類
- 道成寺型
- 三月堂
- 奥ノ院
- 双獅子
- 清滝堂
- 泰平
- 平等院
- 濡鷺
- 西ノ屋
- 柚ノ木
- 善導寺
- 善導寺なつめ型
- 泉涌寺
- 蘭渓
- 当麻
- 六角
- 勧修寺
- 般若寺
- 寸松庵
- 蛍型
- 高麗
- 小屋棒
- 道標
- 角露地
- 鰐口
- 利休

### 日本一高い石灯籠
京都・高瀬川二条苑にある吾妻屋風燈籠が、日本国内に現存する石灯籠で最も大きいとされる。高さは13メートル。

## 紙灯籠・竹灯籠

### 紙灯籠
紙製の灯籠に紙灯籠がある。和紙と糊だけで作られた灯籠に熊本県山鹿市の山鹿灯籠がある。

### 竹灯籠
竹製の灯籠を竹灯籠という。ガーデニング、インテリア、イベントや街路のライトアップに用いられる。

## ギャラリー

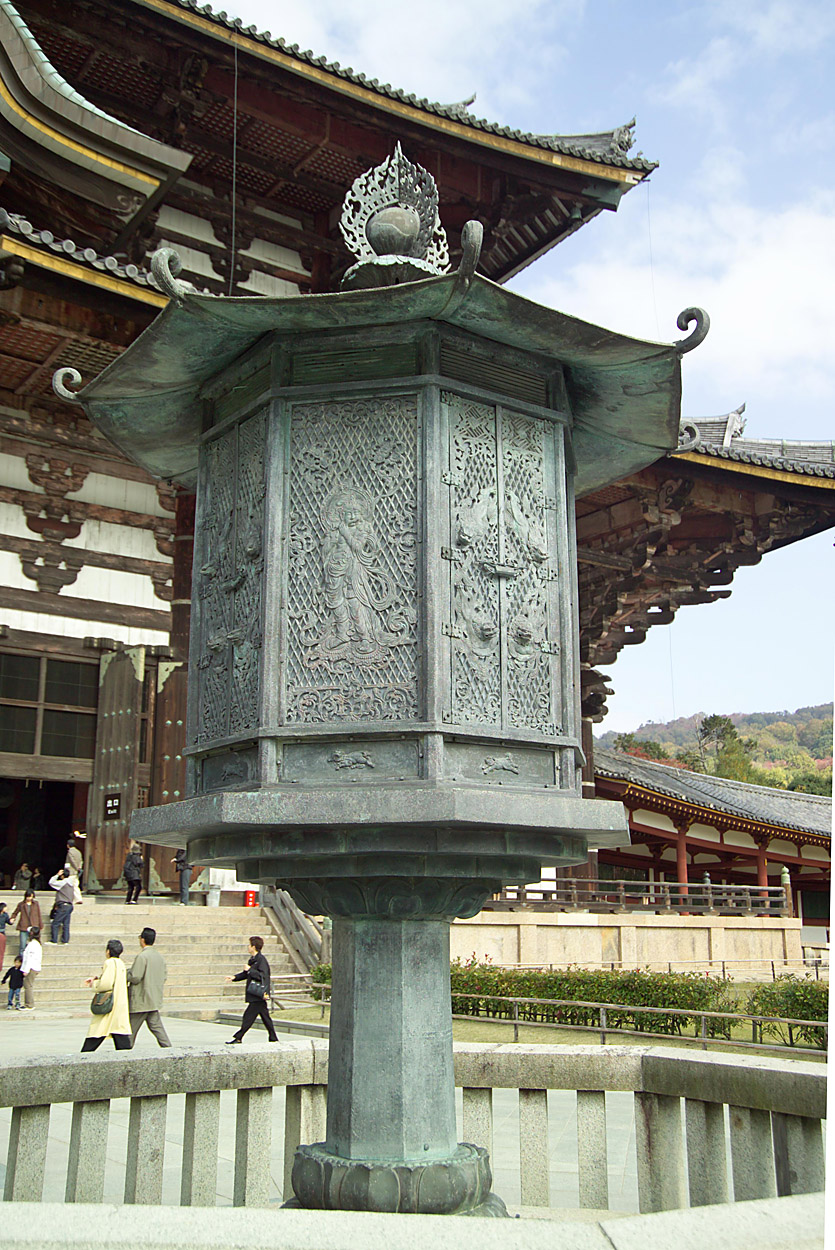
東大寺の金銅八角灯籠（奈良県、奈良時代、国宝）。
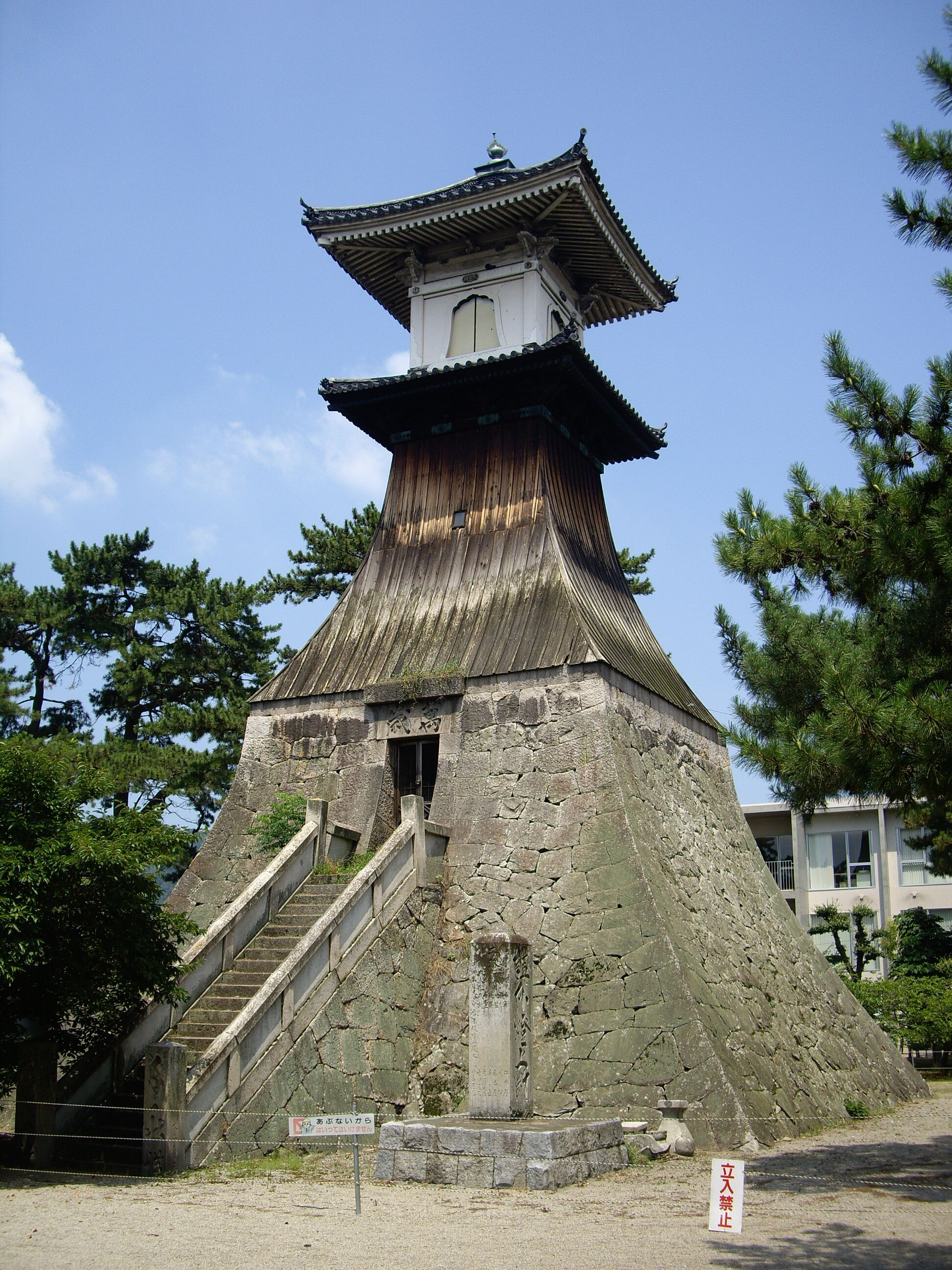
高燈篭（香川県/琴平町）1865年（慶応元年）完成で三階建て。重要有形民俗文化財。
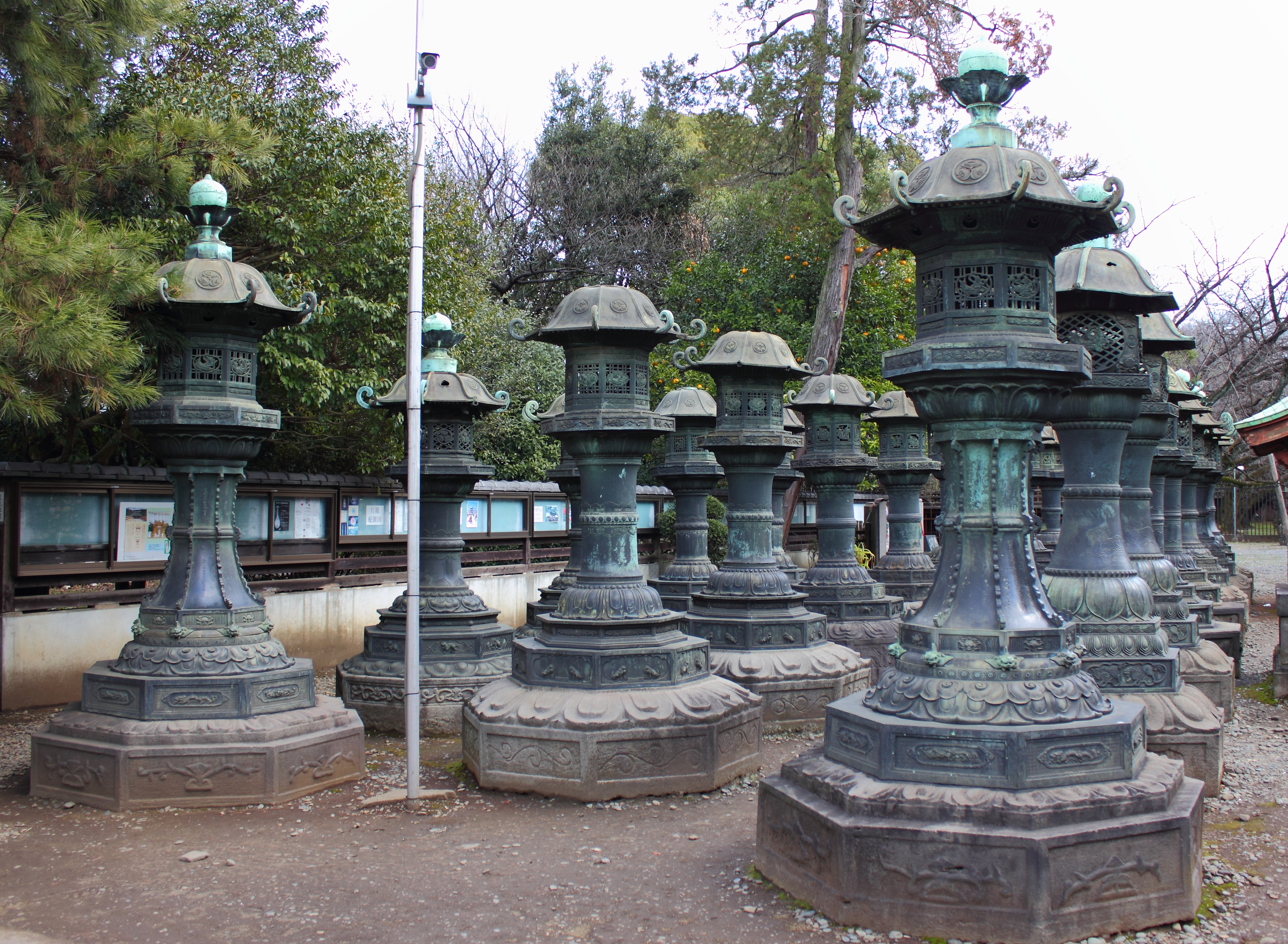
上野東照宮の銅燈籠（東京都・国の重要文化財）[† 1]
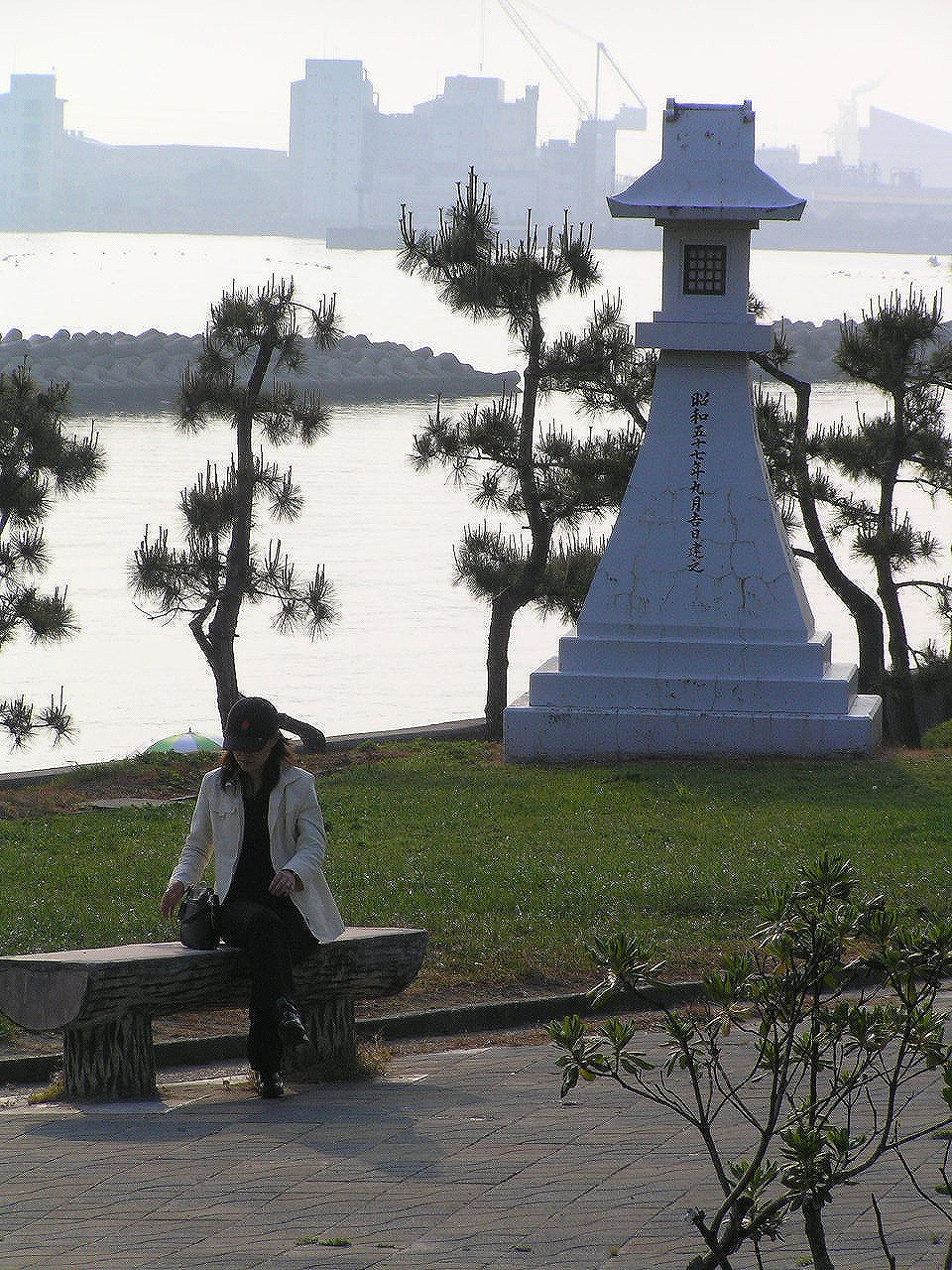
神社の境内から船の安全を見守るために設置された灯台を兼ねる石灯籠（明石市・住吉神社）。
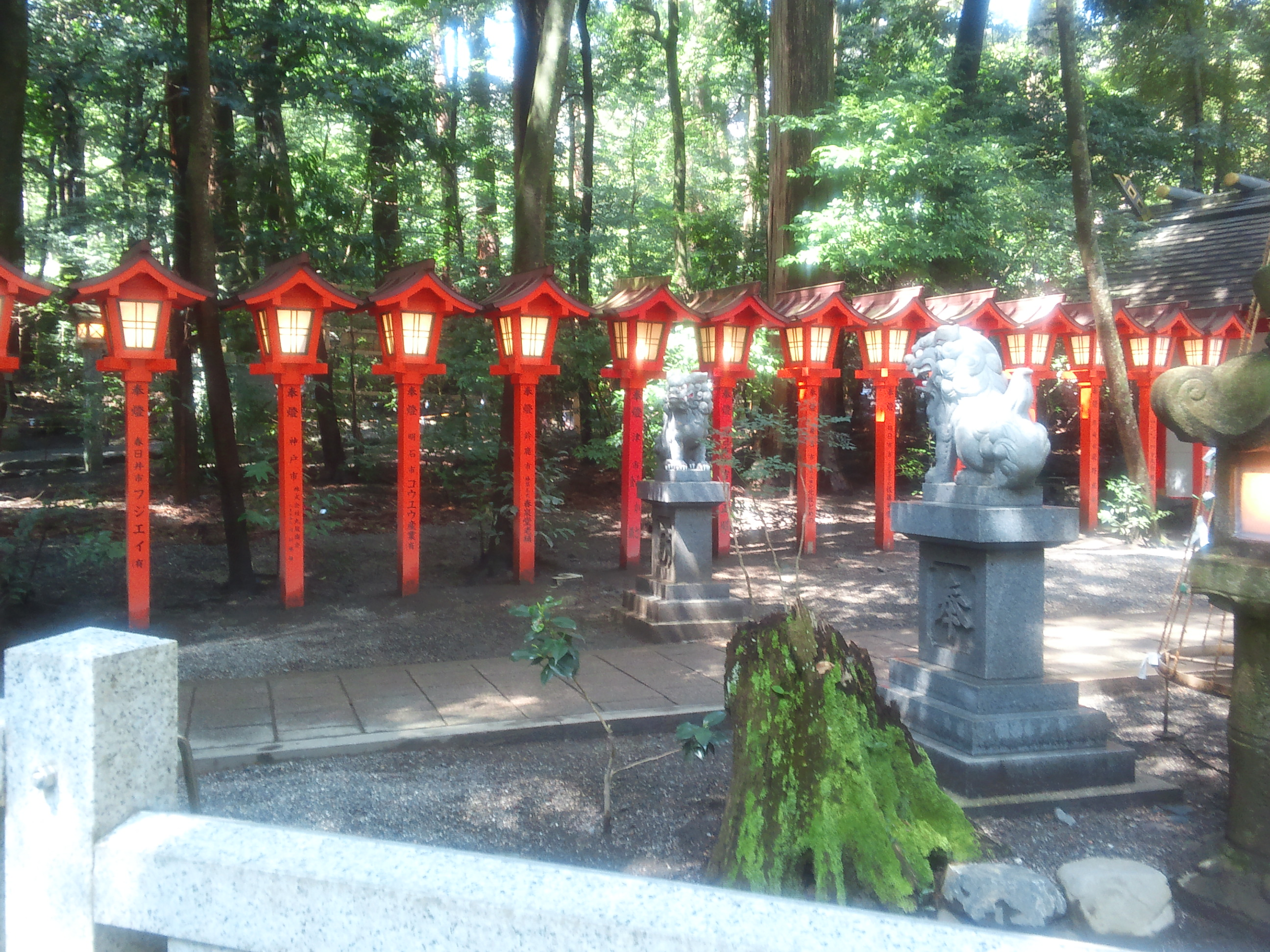
椿大神社の赤灯籠（三重県）木材で製作した木製灯籠が多い。
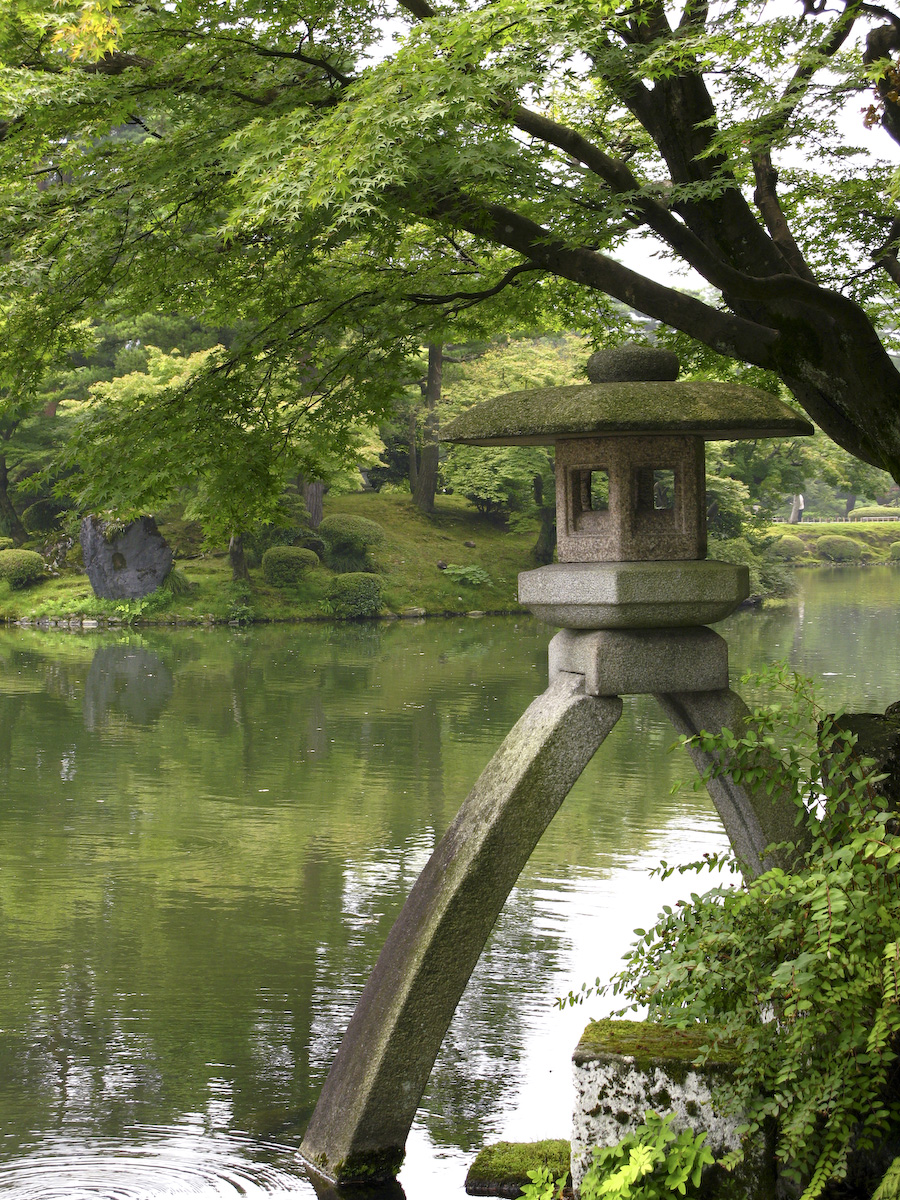
兼六園の徽軫灯籠（金沢市）兼六園を象徴する2本脚の灯籠で名高い。
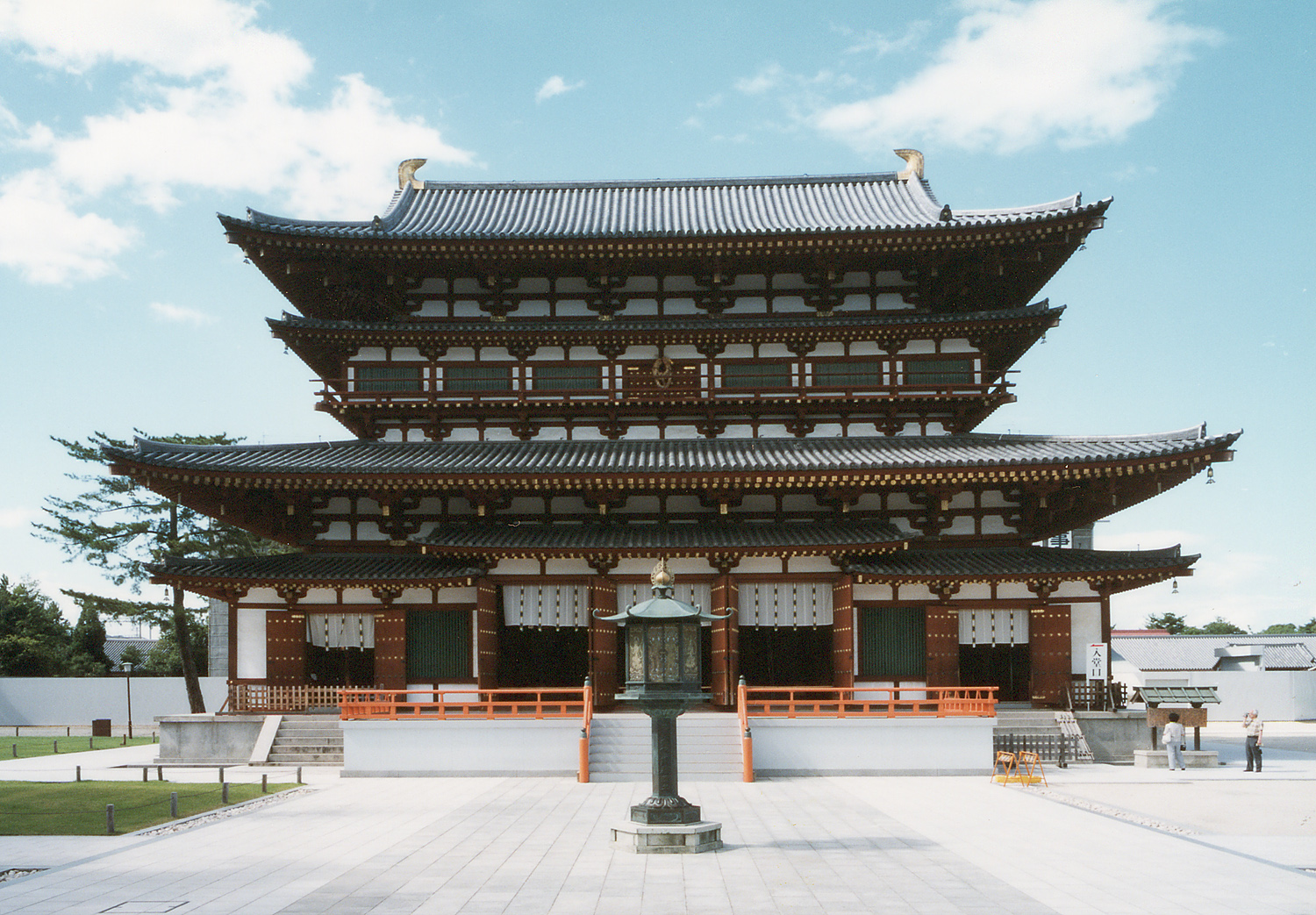
仏堂前面に一基のみ置かれる寺院灯篭の典型例。薬師寺金堂の灯篭。
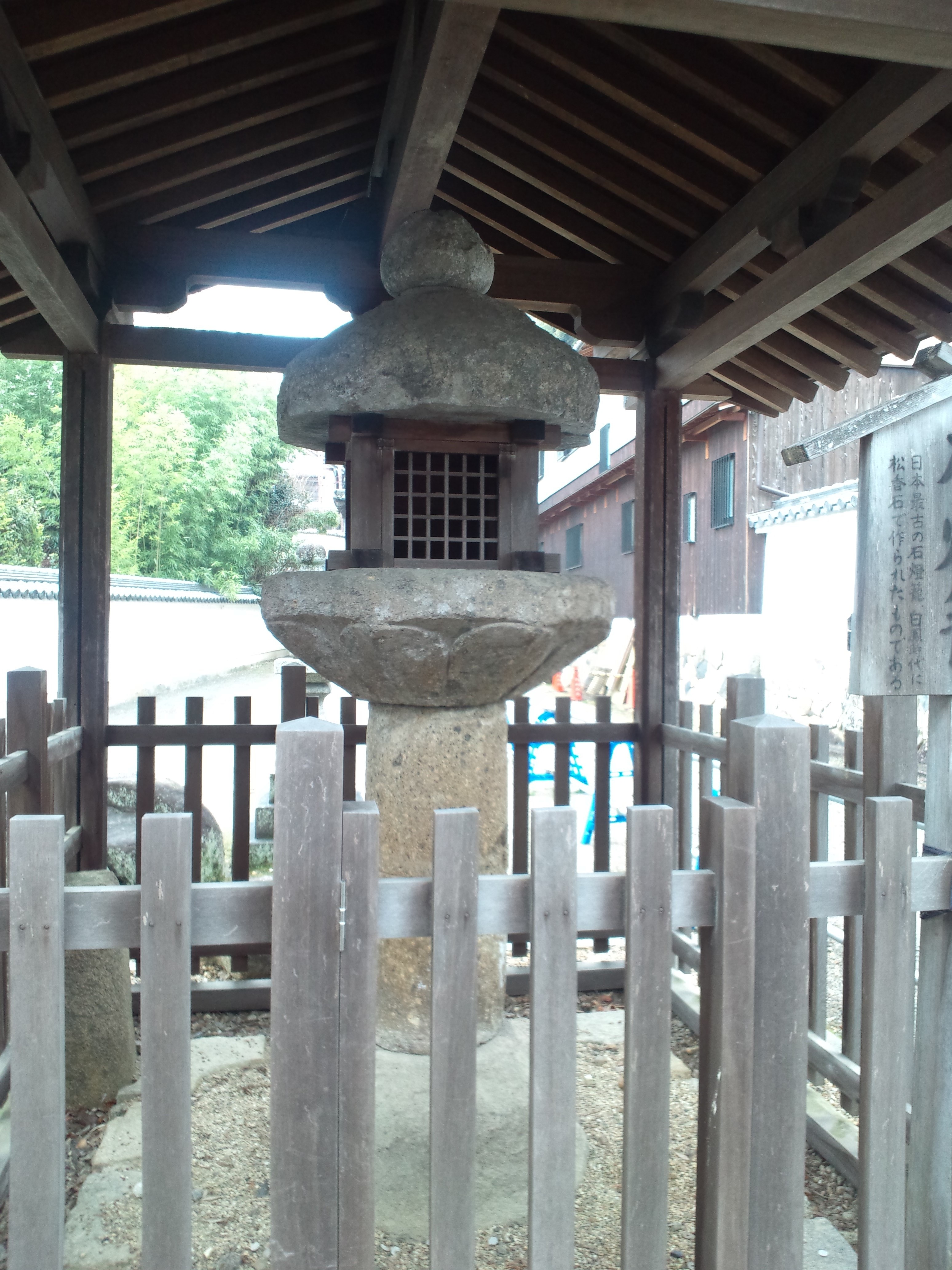
奈良・當麻寺の石灯籠（凝灰岩製、奈良時代、重要文化財）。
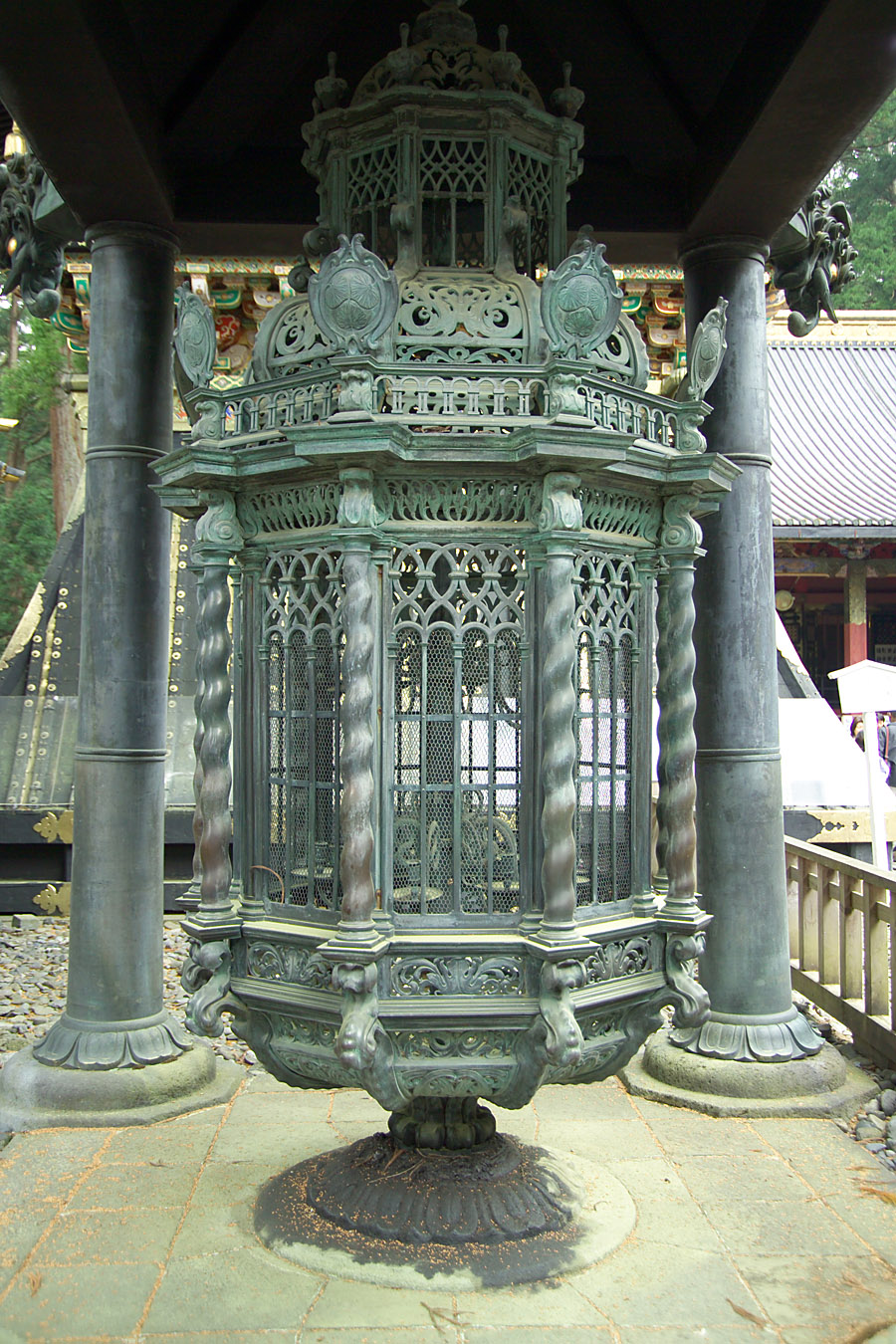
日光東照宮の廻り灯籠（通称阿蘭陀灯籠）。
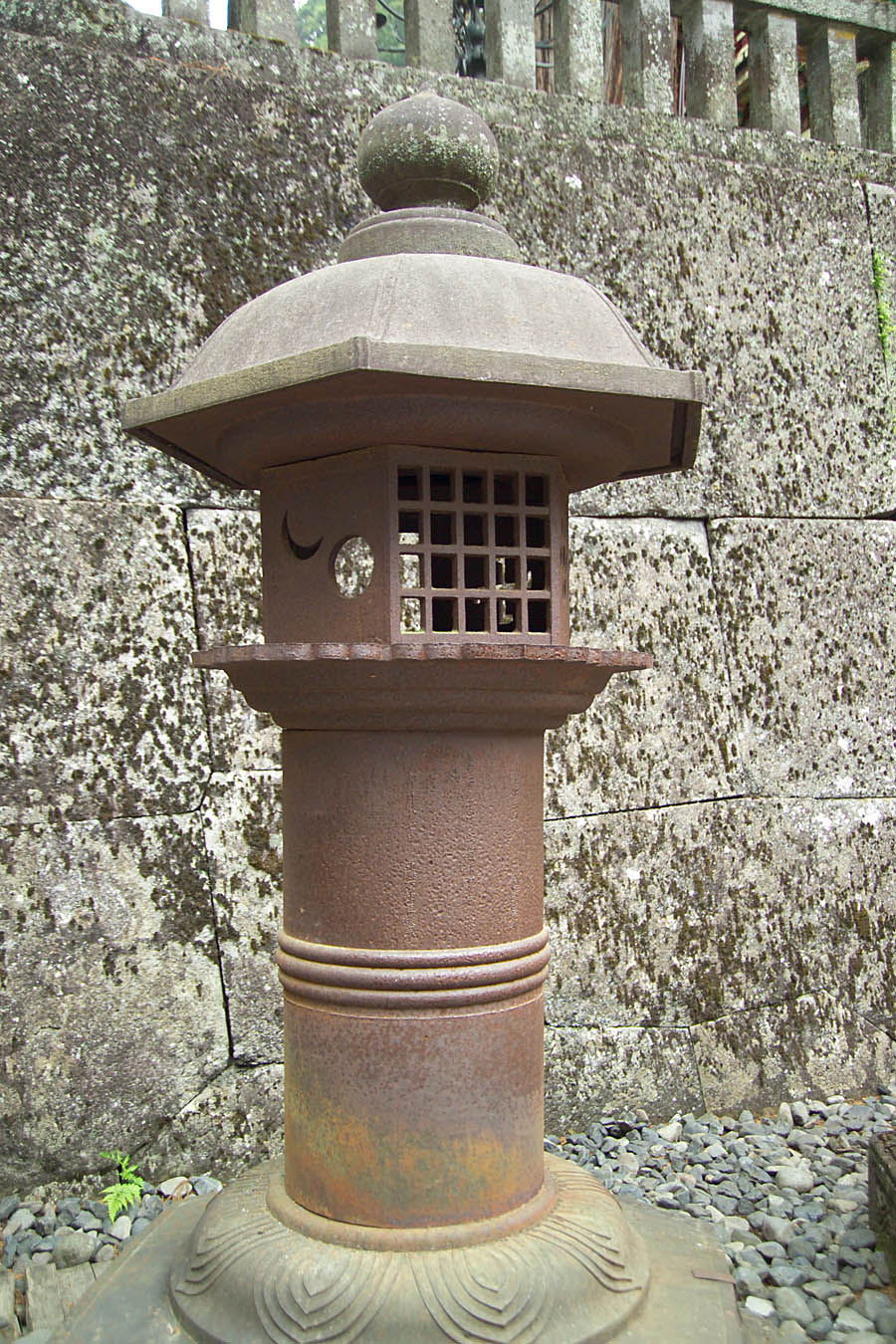
日光東照宮の鉄灯籠（伊達政宗寄進、通称南蛮鉄灯籠）。
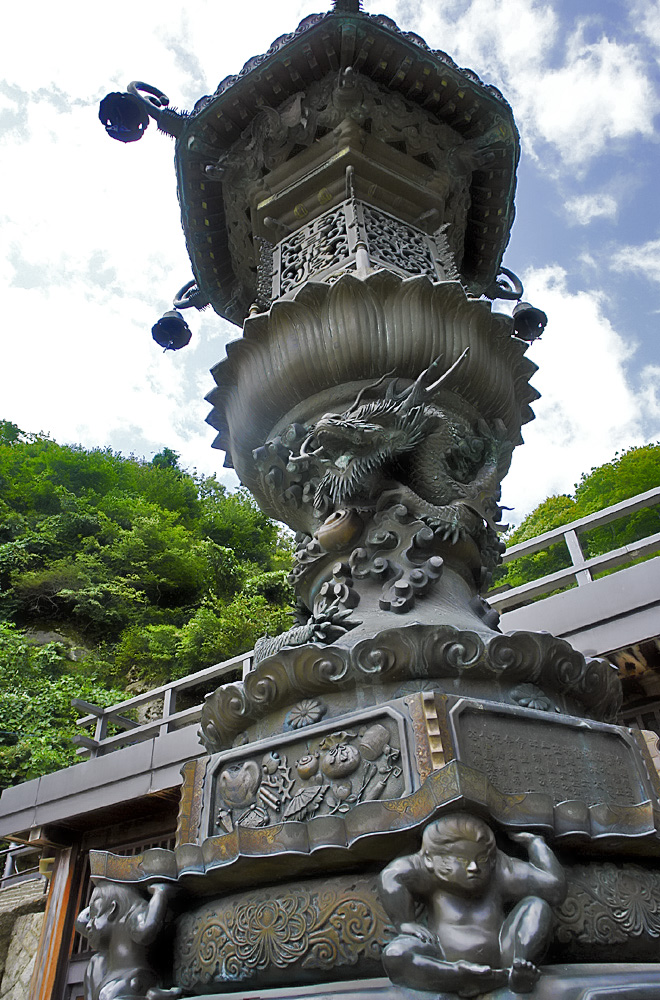
金銅灯籠（山形・立石寺）。
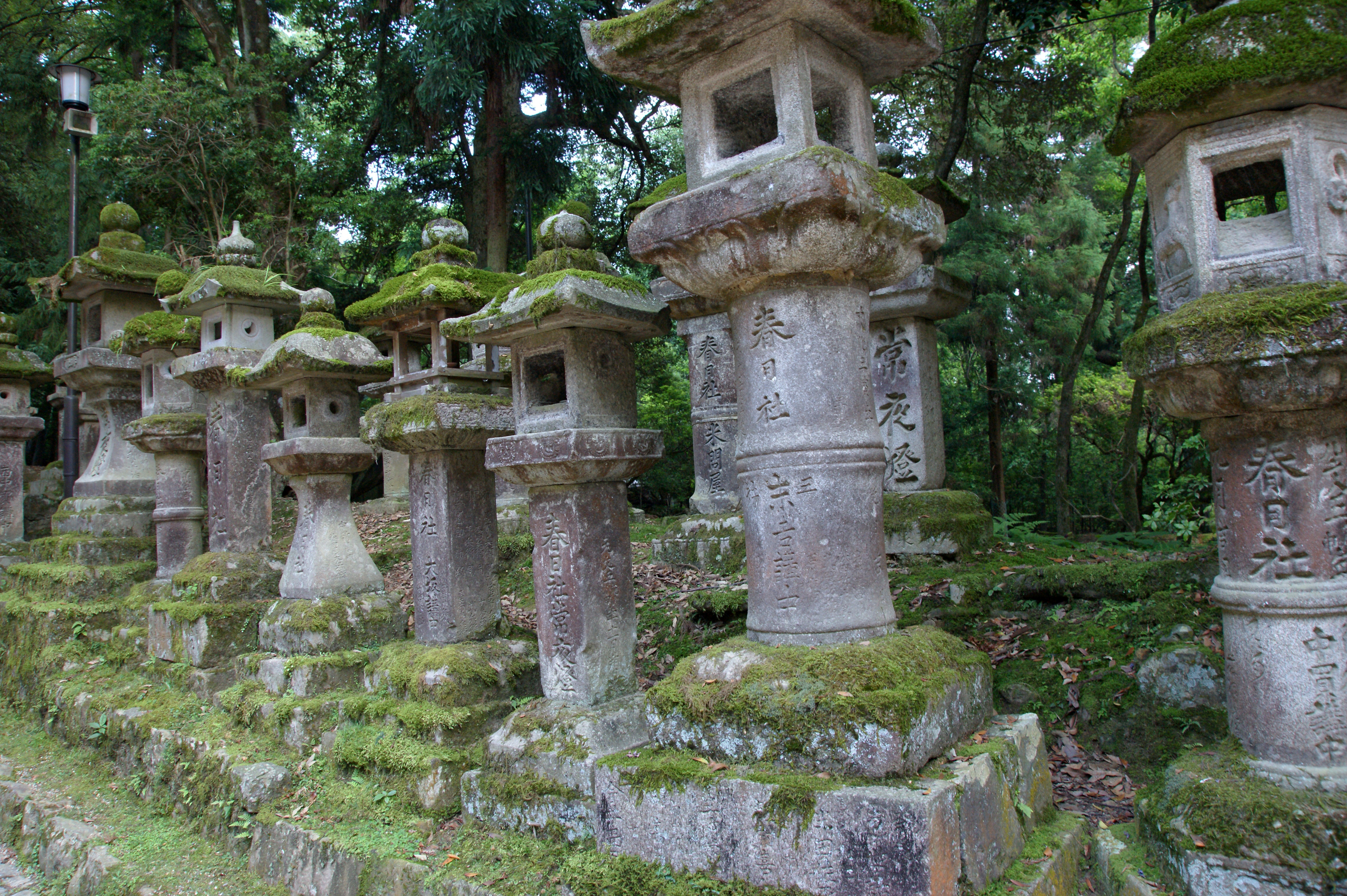
春日型（春日大社）。
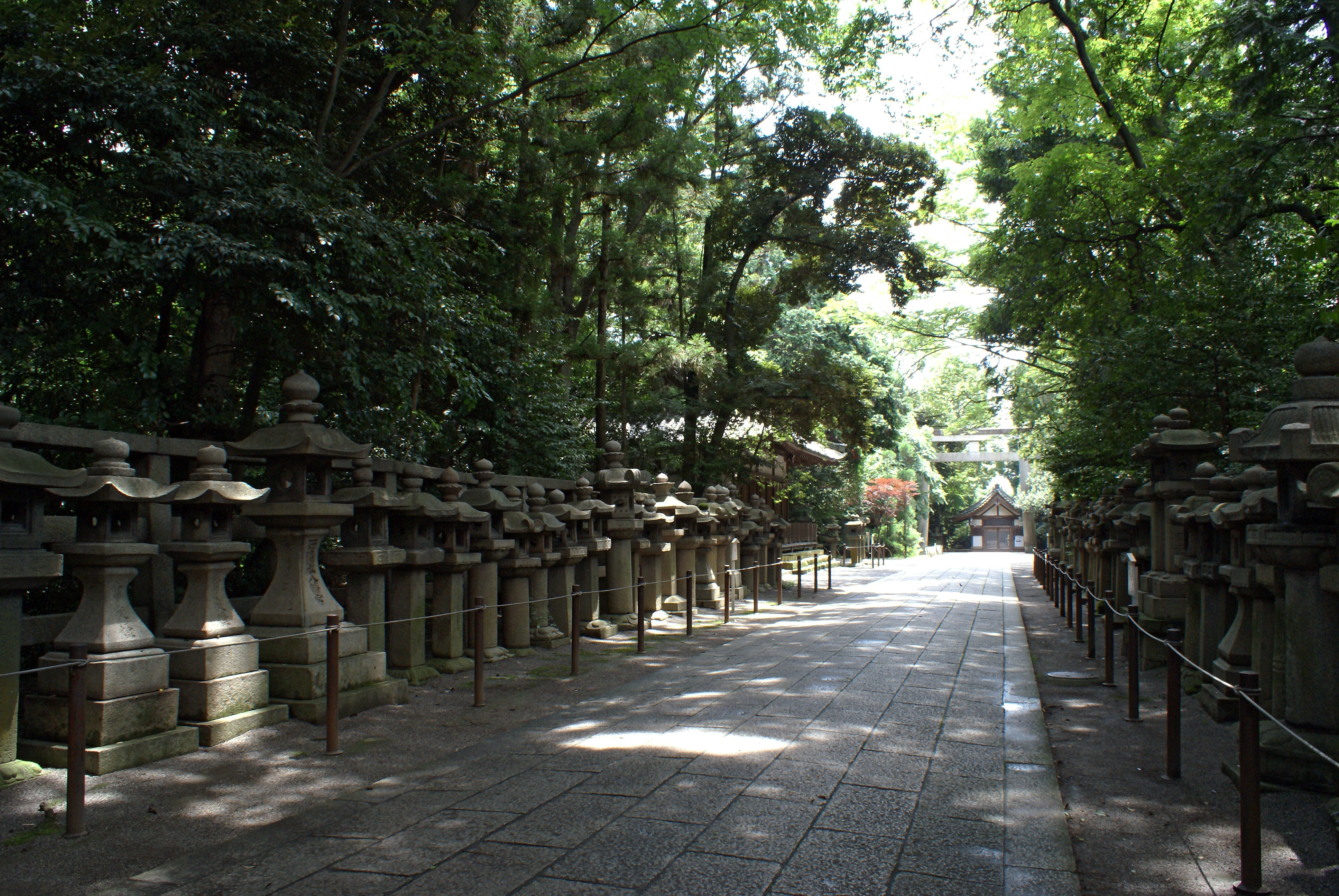
春日型石灯籠群（石清水八幡宮上院参道）。
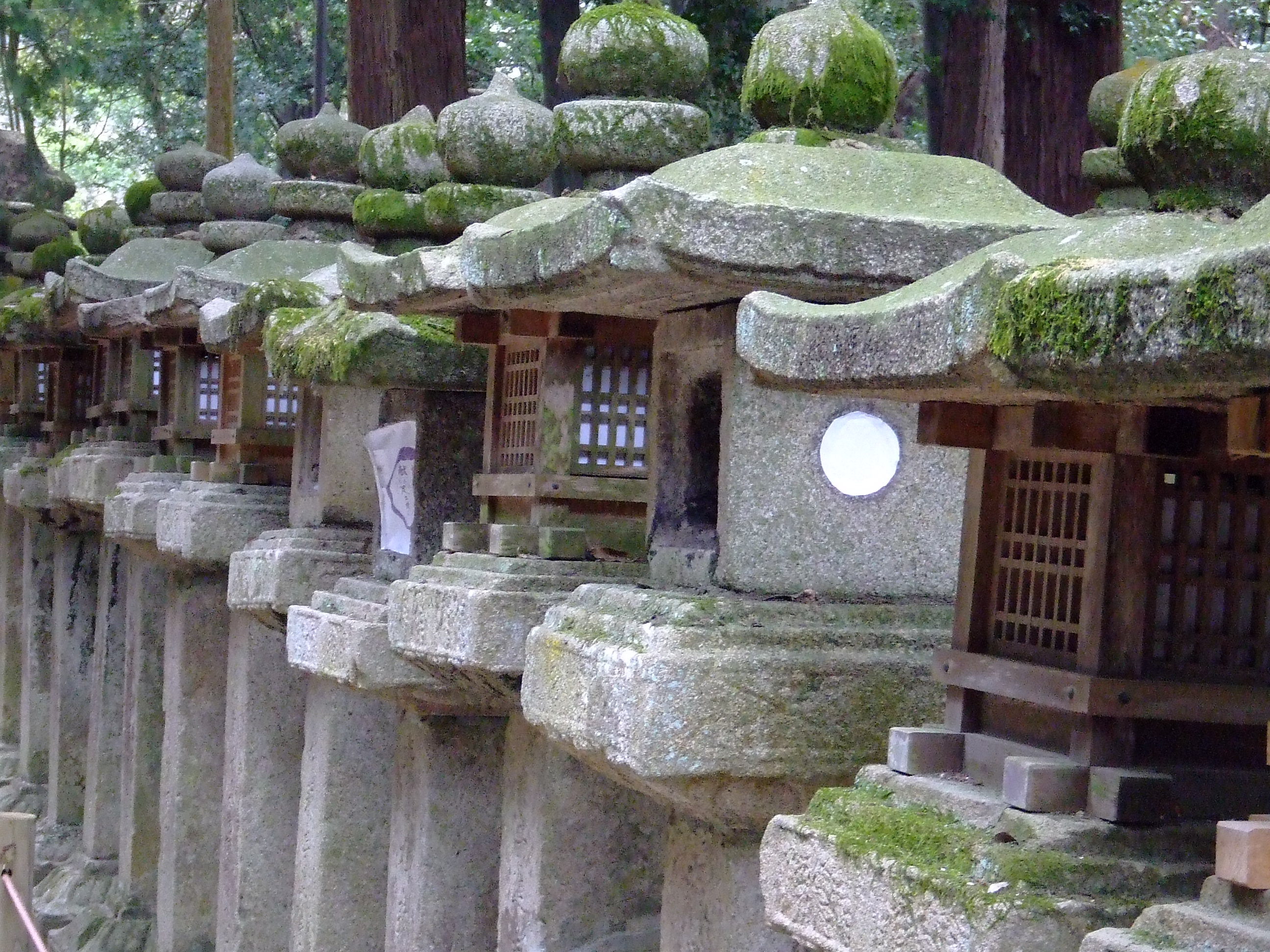
木製と石製による灯籠（春日大社・奈良市）火袋部分が木材。
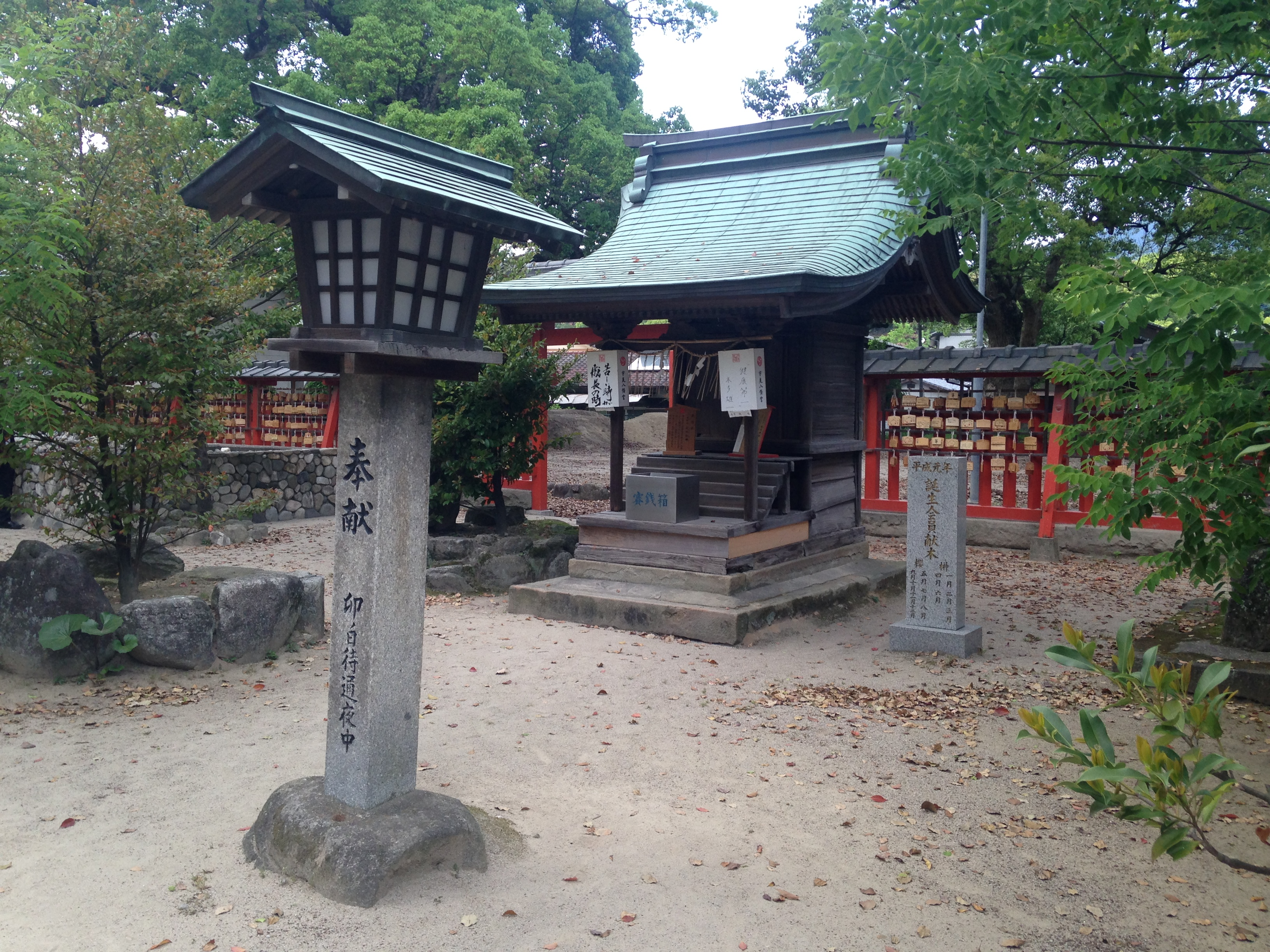
木製と石製による灯籠（宇美八幡宮・福岡県糟屋郡）竿上部が木材。
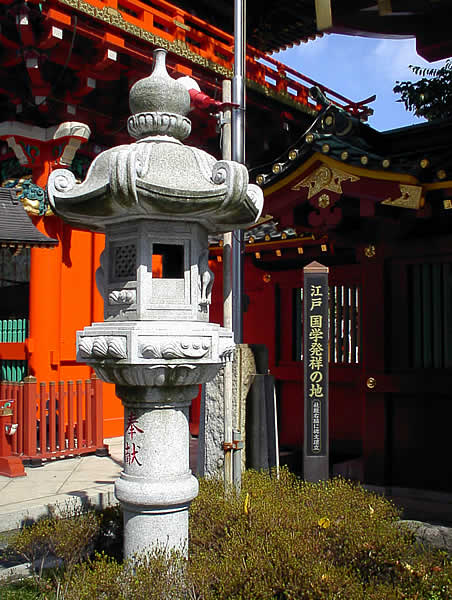
石灯籠（東京・神田明神）。
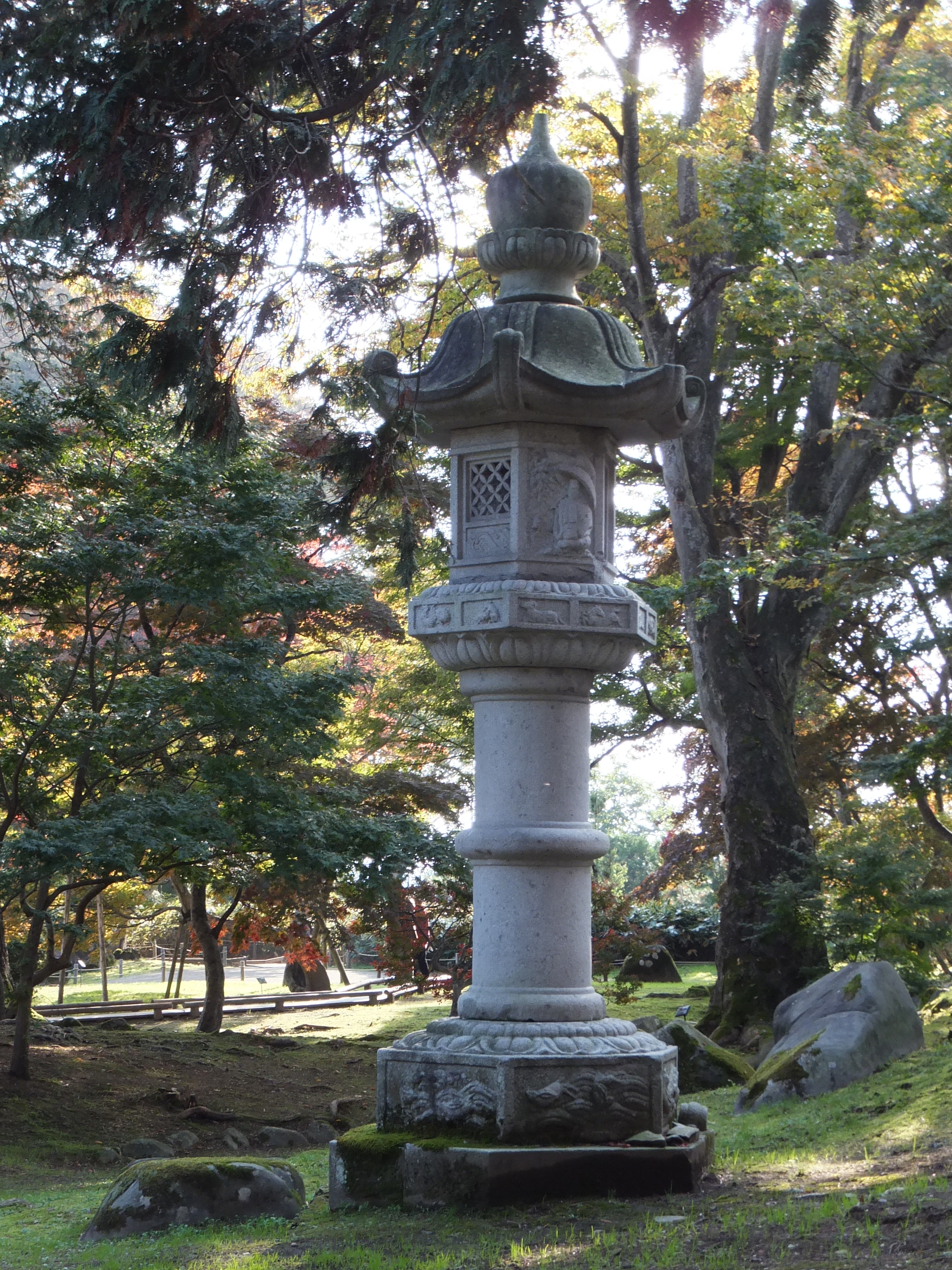
春日灯籠（旧池田氏庭園・秋田県大仙市）。
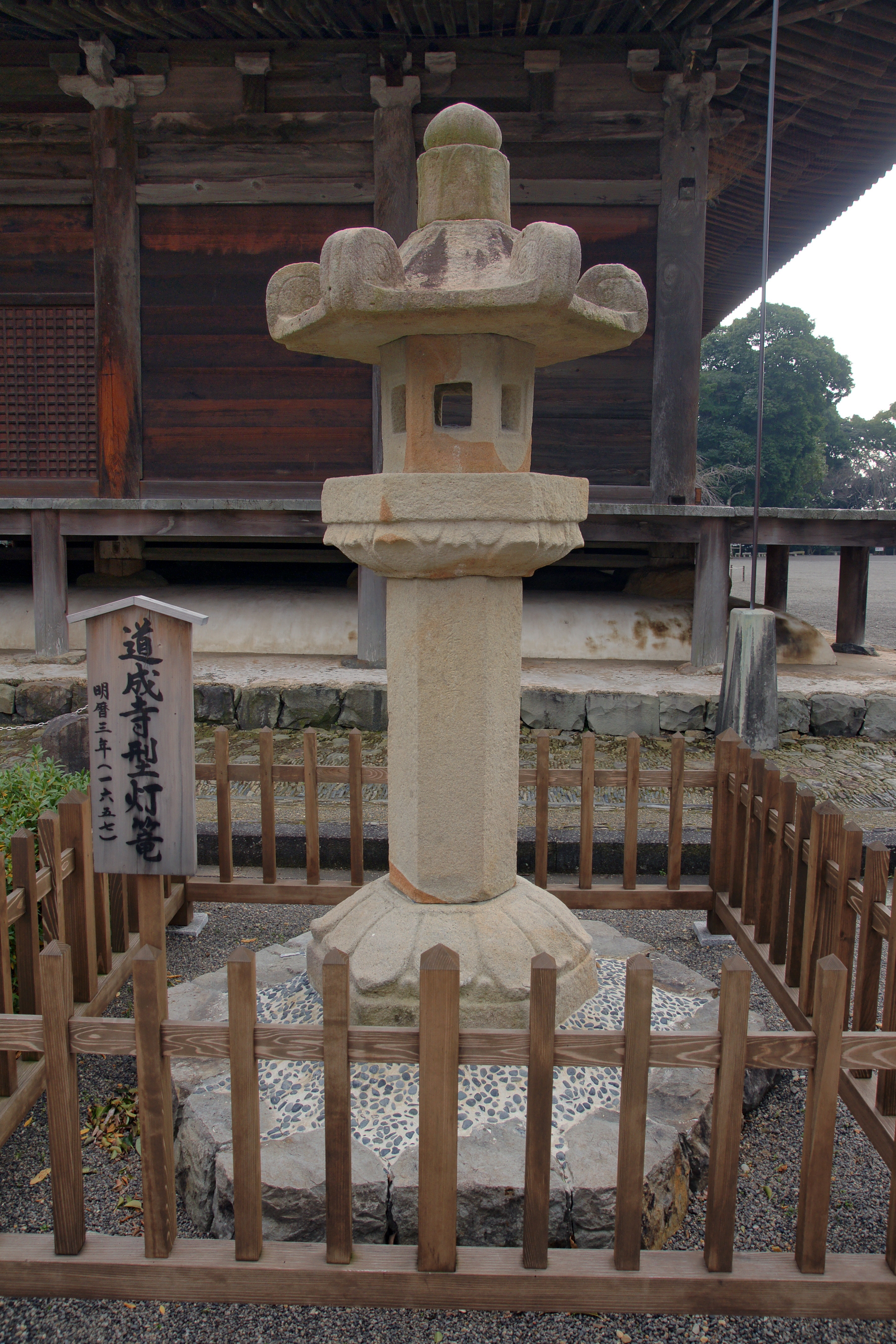
道成寺型（道成寺）。
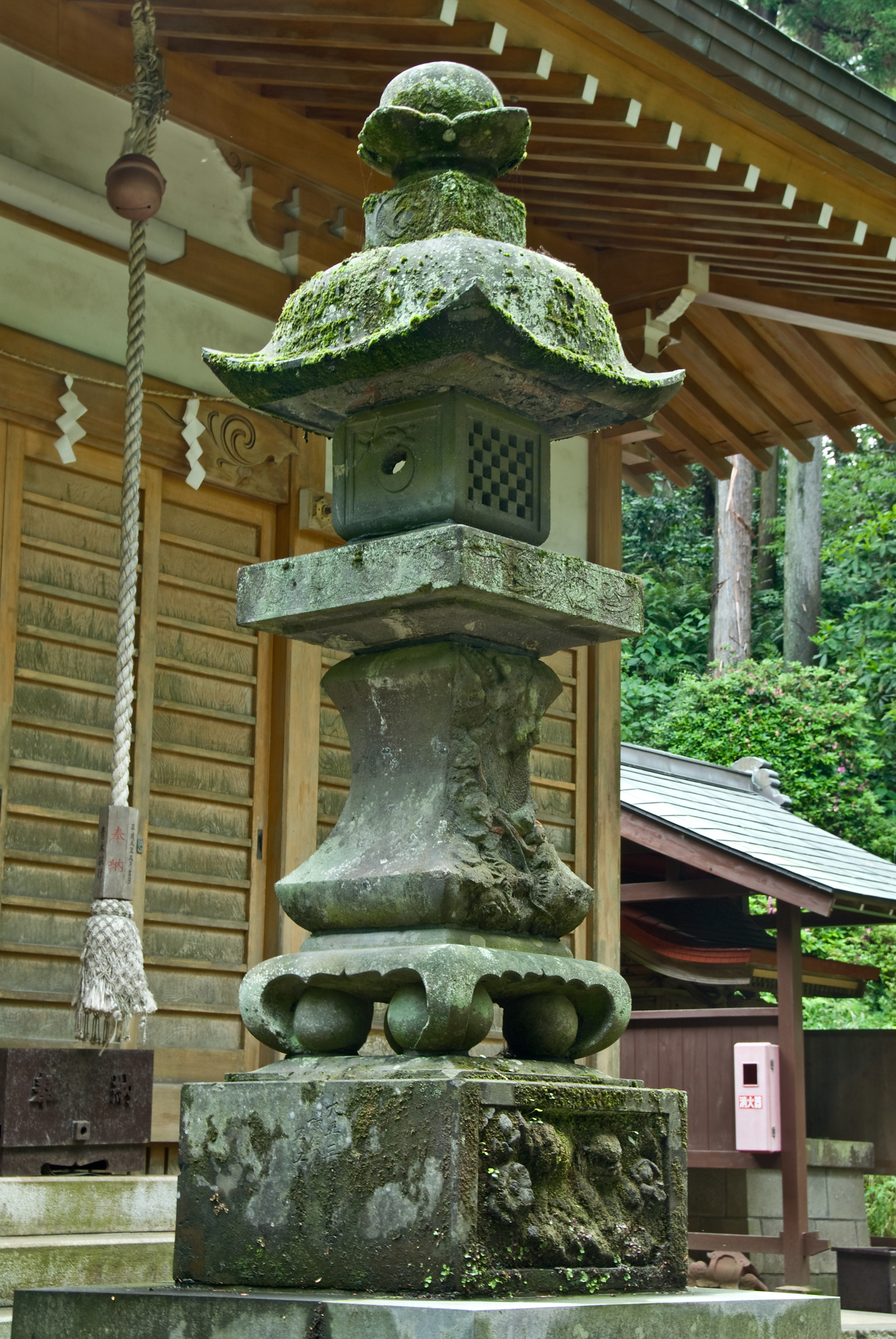
熊野神社の石灯籠（神奈川県鎌倉市）。
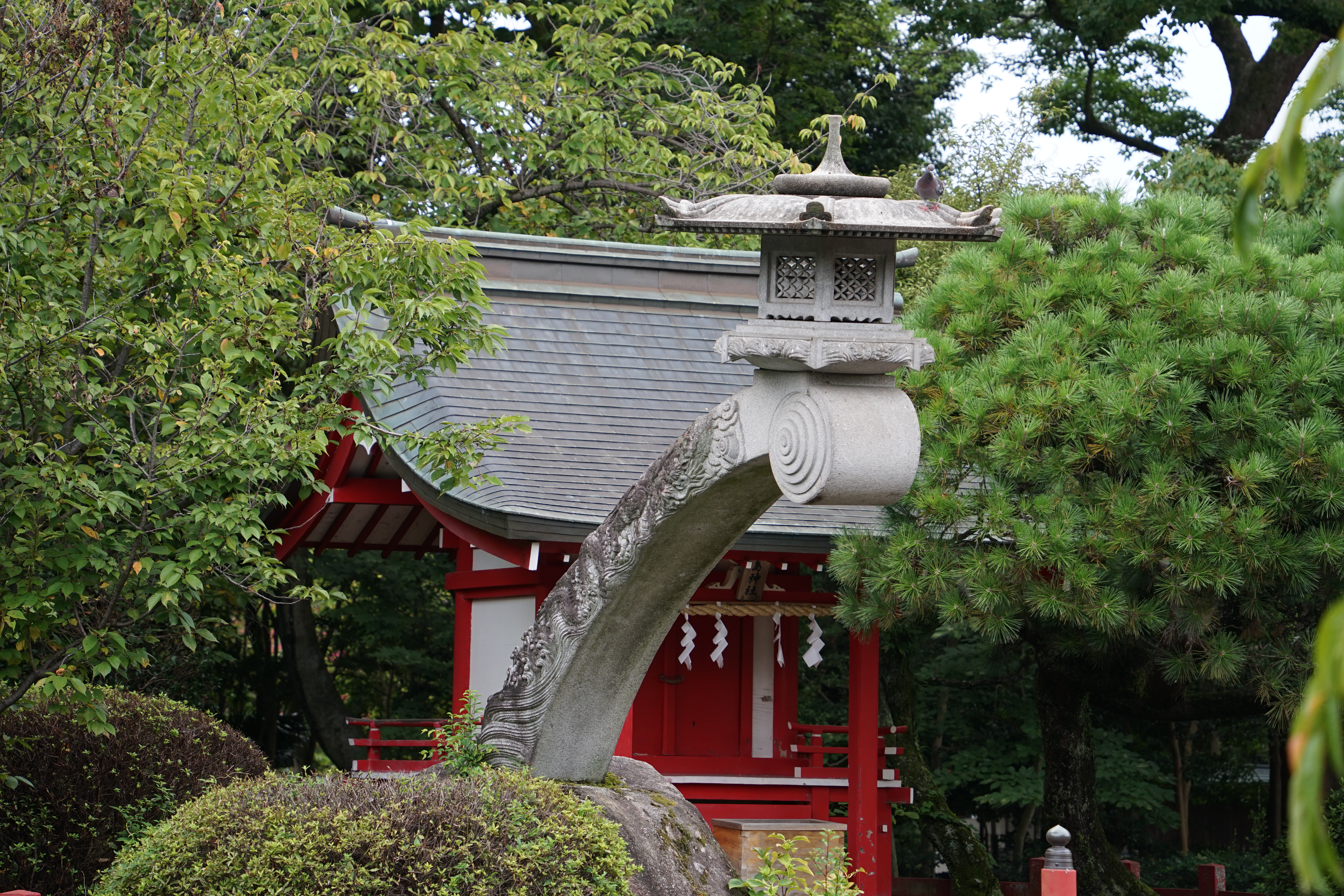
蘭溪灯籠（三嶋大社境内社の厳島神社・静岡県三島市）
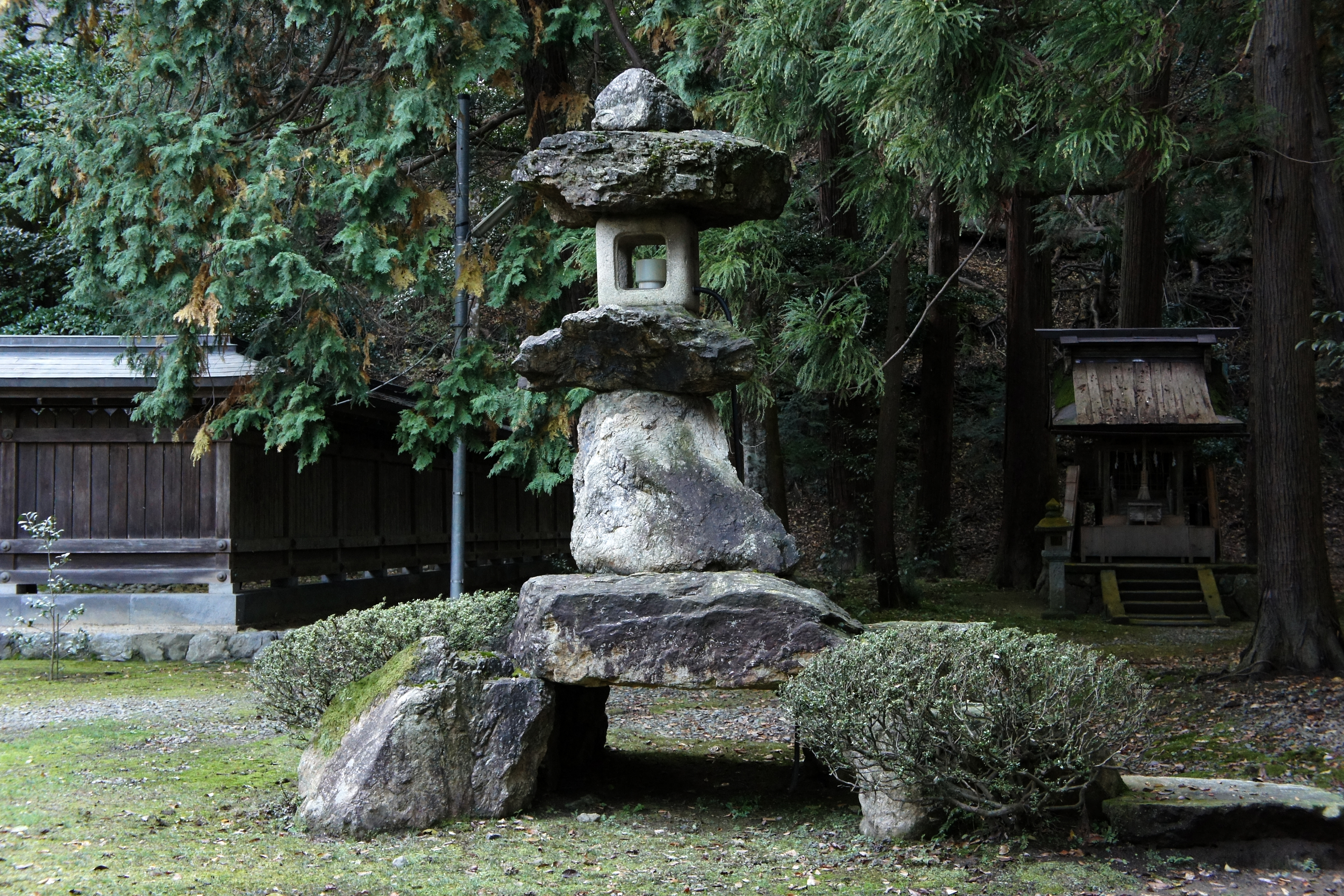
山灯籠（若狭姫神社の若狭彦神社下社・福井県小浜市）。
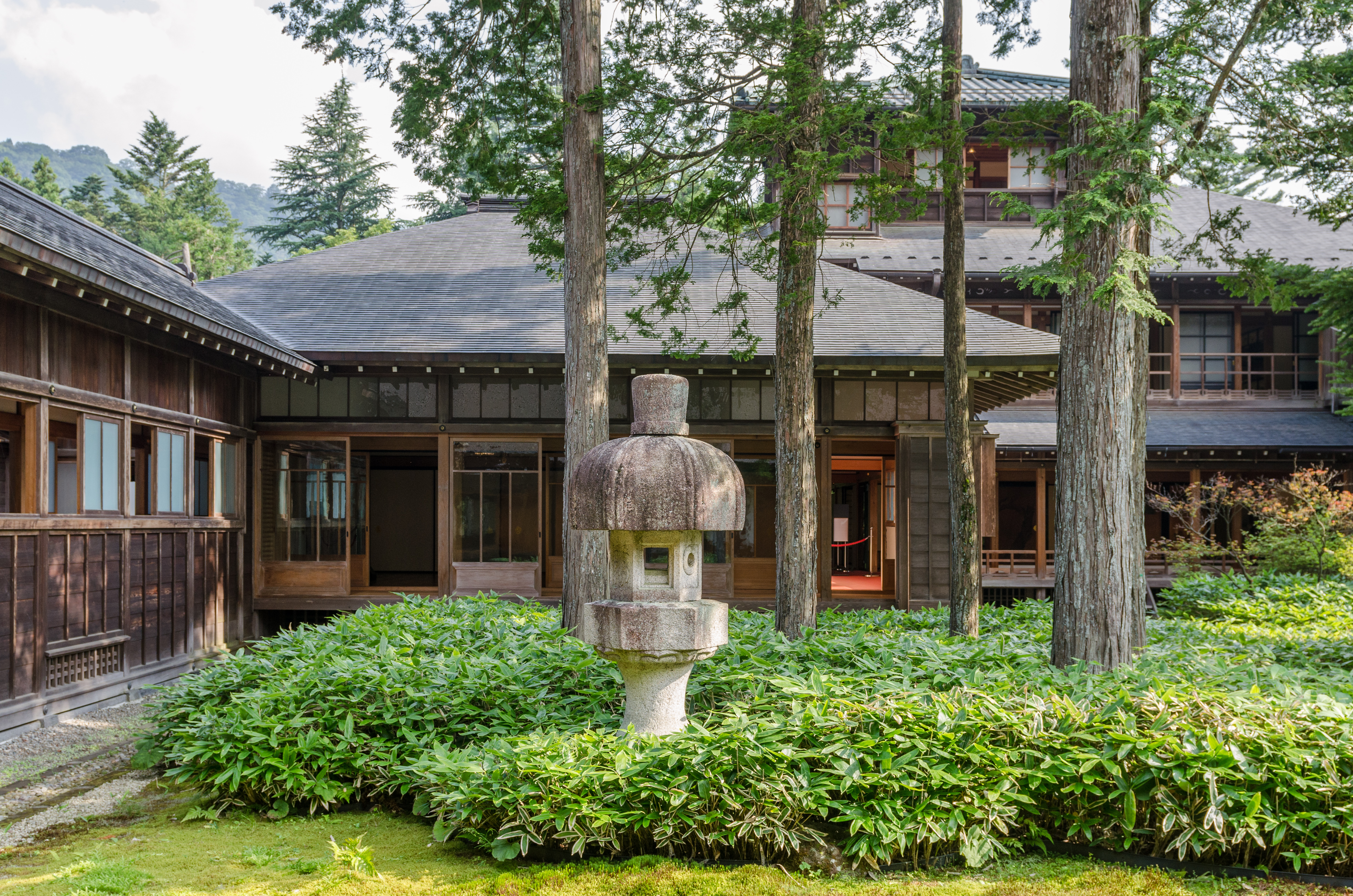
濡鷺灯籠（日光田母沢御用邸記念公園・栃木県日光市）。
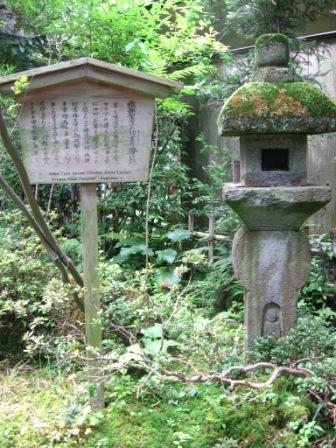
隠れキリシタン灯籠（玉泉園・石川県金沢市）。
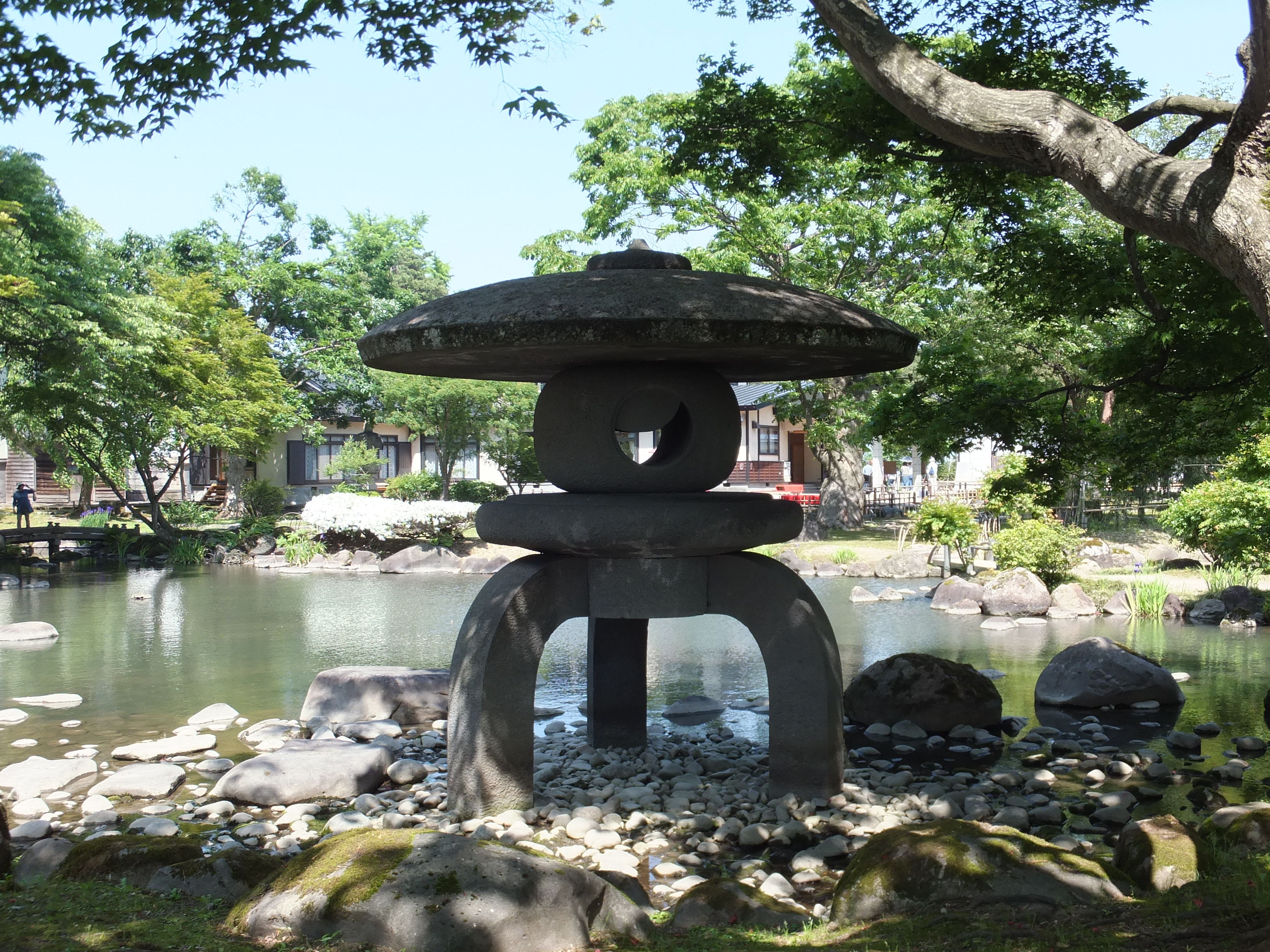
丸雪見灯籠/3脚（旧池田氏庭園・秋田県大仙市）。
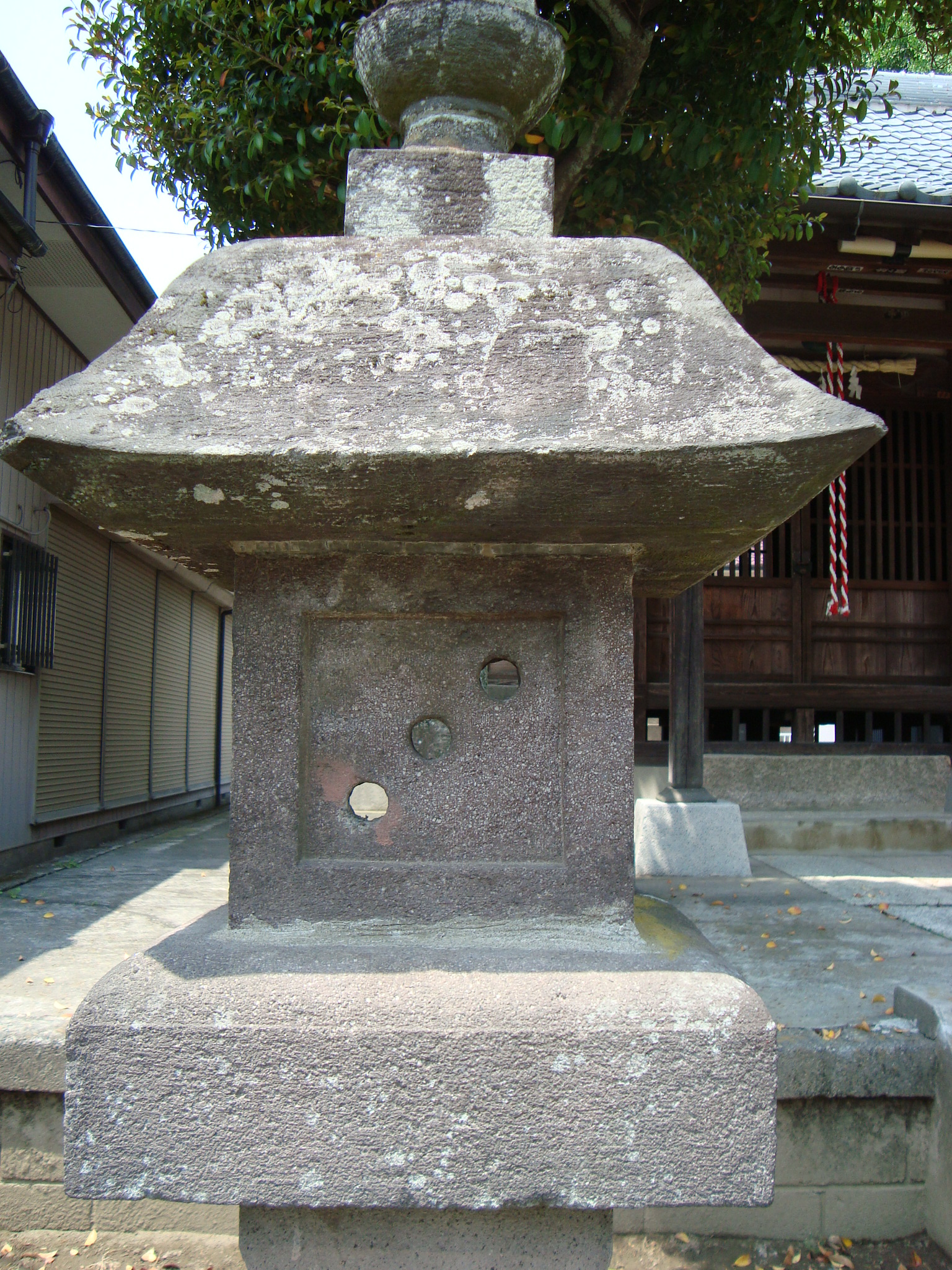
三郷市香取神社 上口の三つ穴灯篭。
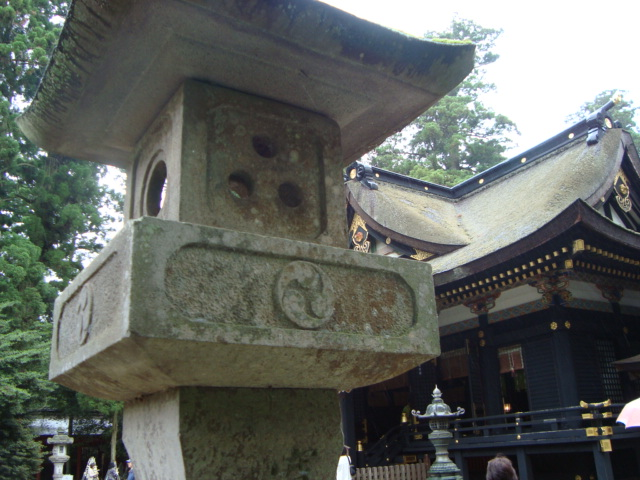
香取市香取神宮の三つ穴灯篭。
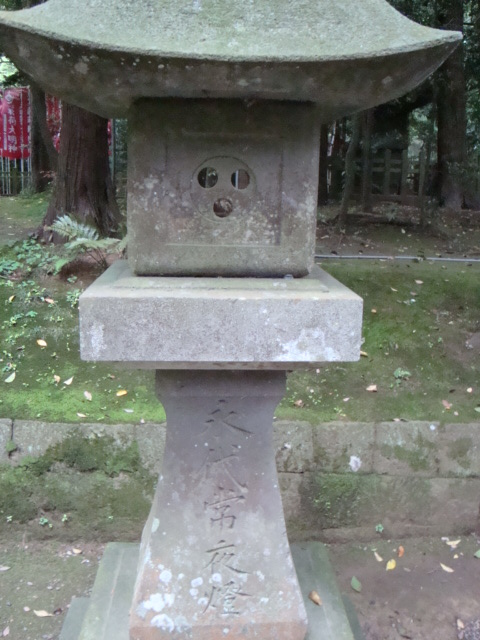
鹿島神宮の三つ穴灯篭。
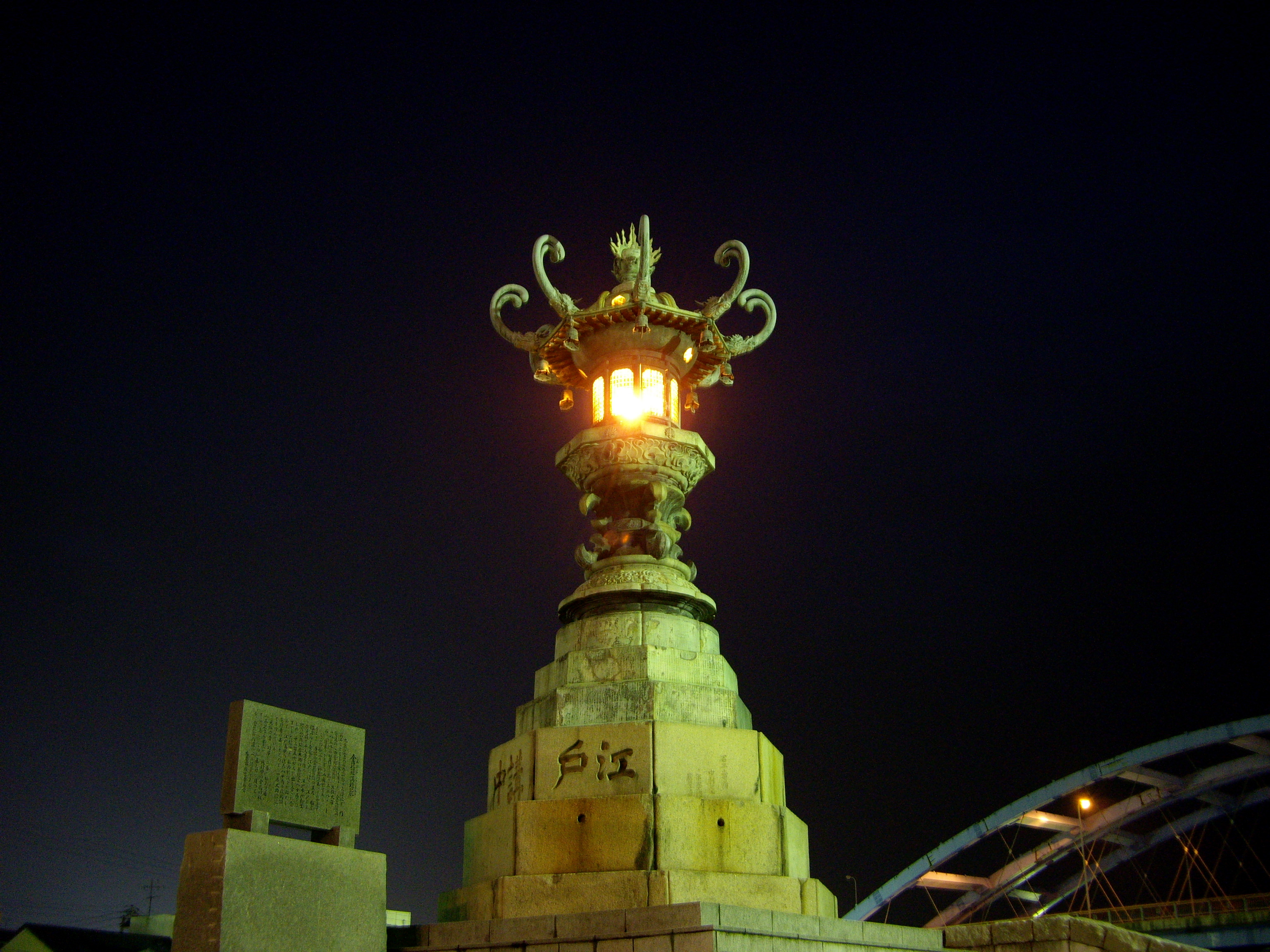
丸亀港の太助灯籠・金毘羅講燈篭（香川県丸亀市）。
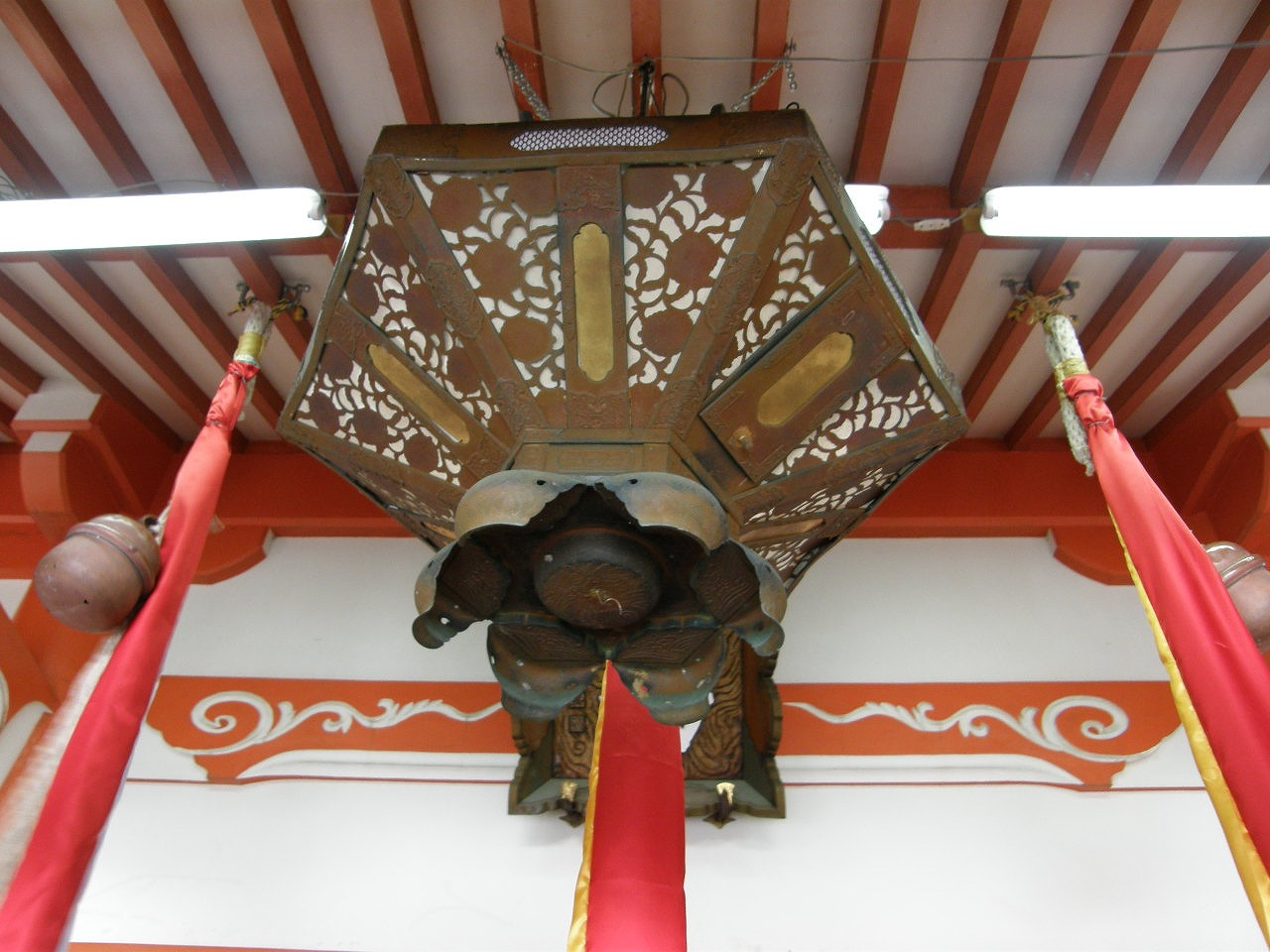
菱灯籠（西脇市成田山法輪寺）。
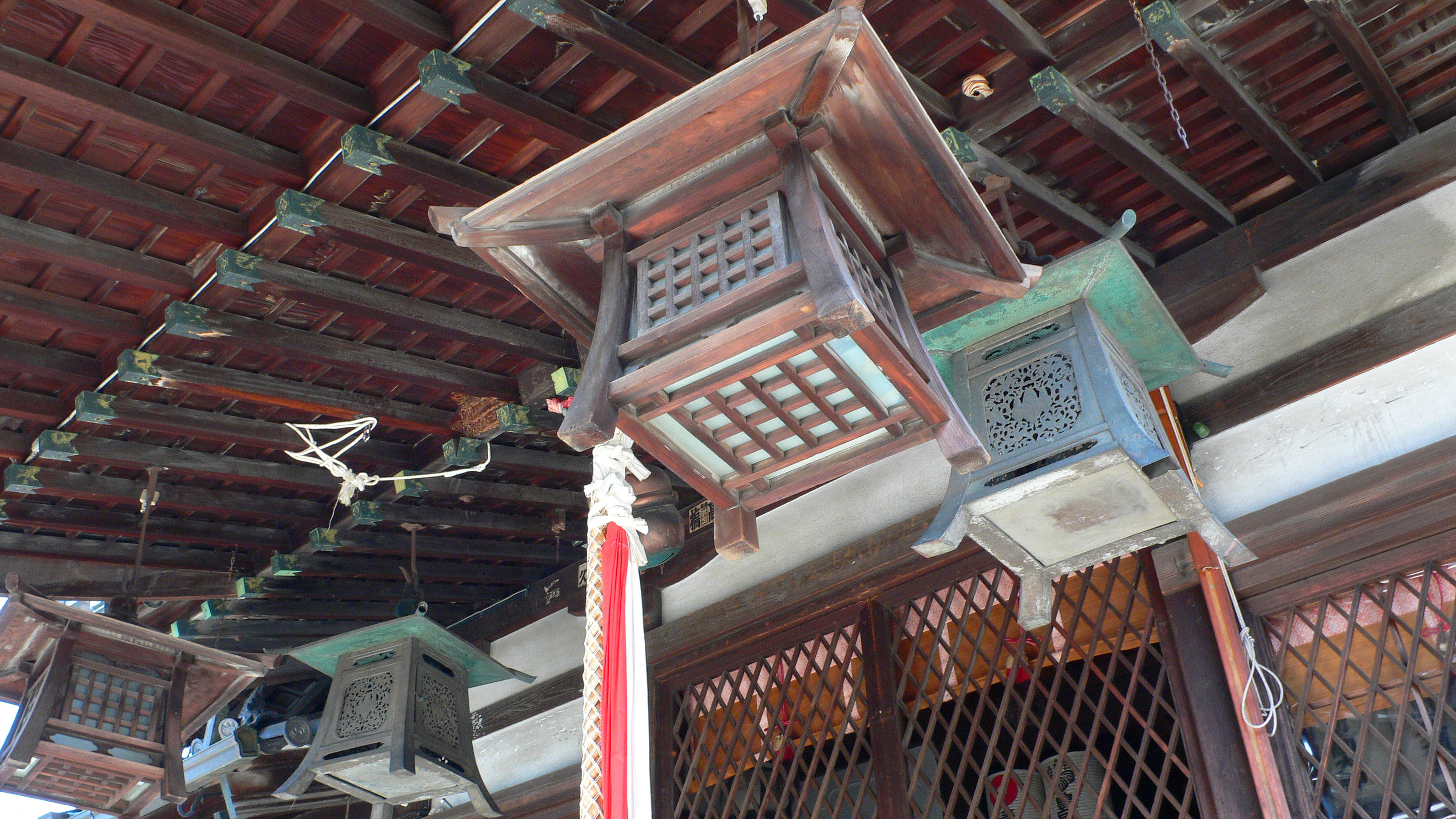
豊国神社の吊り灯籠（滋賀県長浜市）。
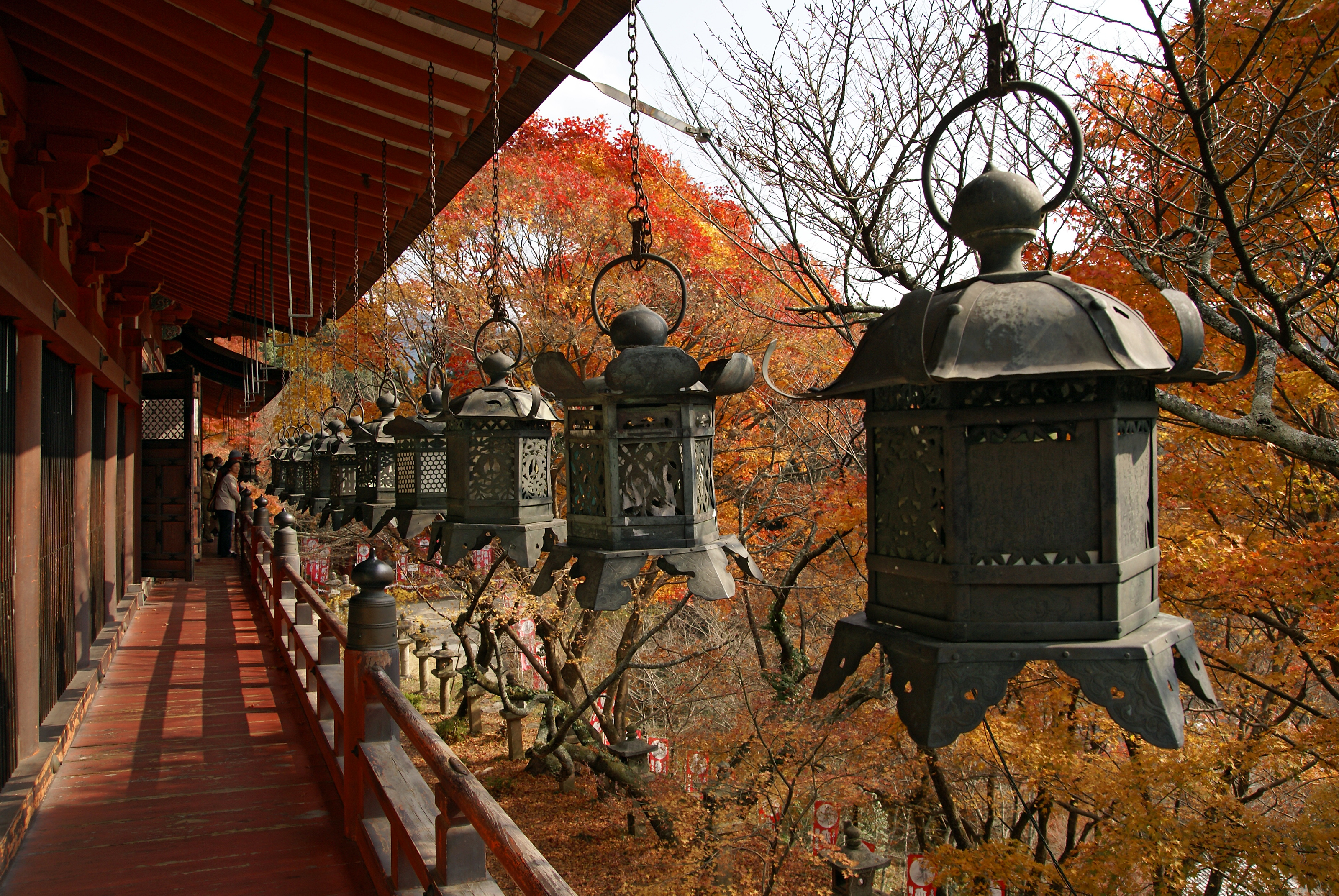
談山神社の吊り灯籠。
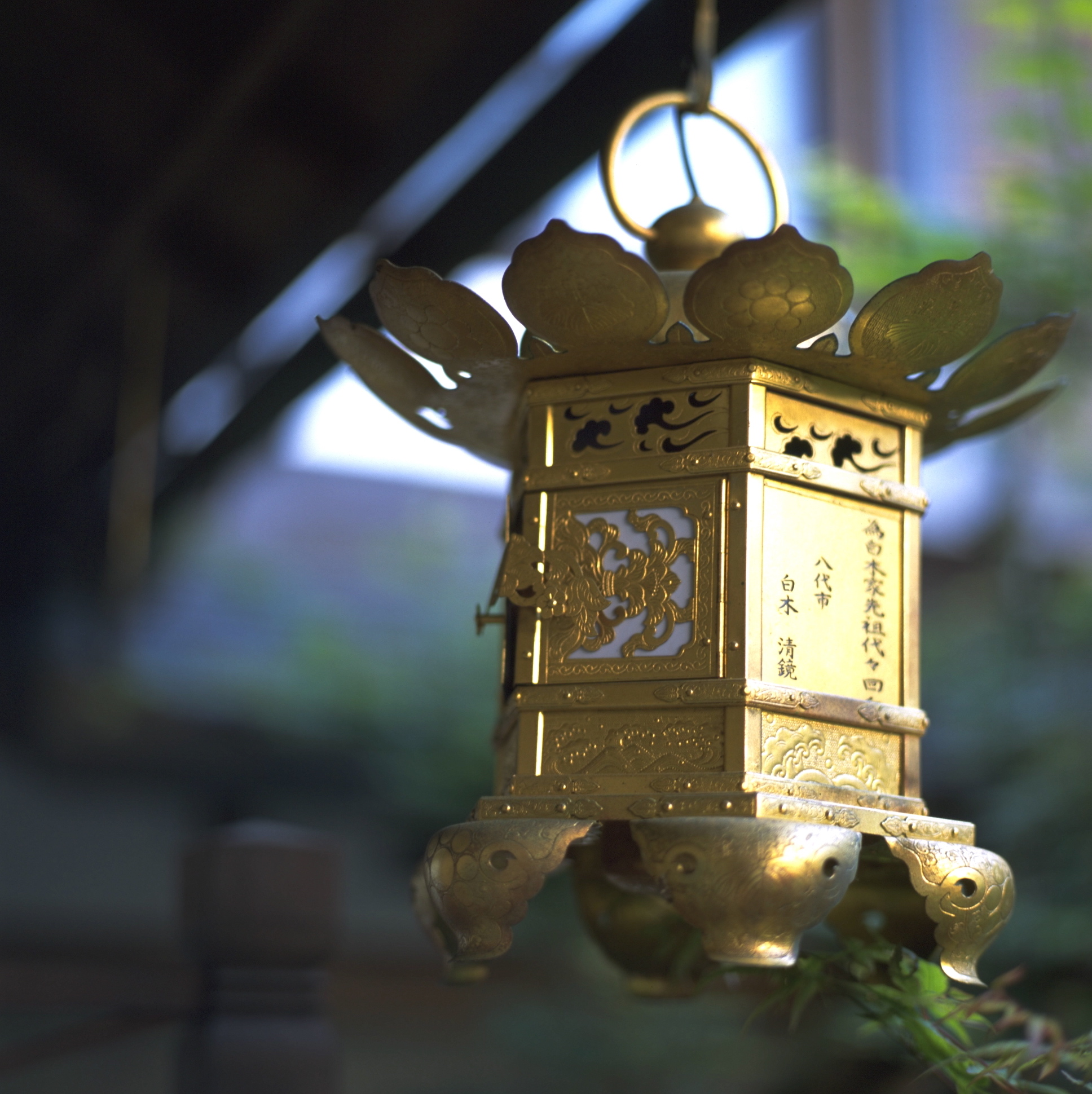
寺院奉納の吊り灯籠（千葉県印西市）。

## 事件・事故
高さがあり、上部の重石の落下による死亡事故も起きている。
- 2018年4月14日: 午前9時55分頃、三重県伊勢市楠部町の県道で、三重交通の路線バスが停留所「徴古館前」に停車しようとしたところ、左サイドミラーが歩道にあった高さ2.5mの石灯籠(どうろう)にぶつかり、上部の屋根型の石が落下し、歩道にいた81歳の男性の頭部に直撃し、搬送先の病院で死亡[9]。

- 2018年10月18日: 午後8時10分頃、群馬県高崎市上里見町の公民館敷地内にある稲荷神社で、地元で開催する「榛名ふるさと祭り」の稽古のあと、子どもたちが鬼ごっこをしている中で、市立中学1年生の13歳の少年が、高さ2.8mの石灯籠(どうろう)から飛び降りて転び、灯籠の1番上にあった重さ約53kgの石が腹の上に落ち、外傷性出血性ショックで約3時間後に死亡[10][11]。